# Comité des signataires
Un Comité des signataires a été créé par l'accord de Nouméa signé le 5 mai 1998 par le gouvernement français, les anti-indépendantistes du Rassemblement pour la Calédonie dans la République (RPCR) et les indépendantistes du Front de libération nationale kanak et socialiste (FLNKS). Il est chargé de préparer et de suivre l'application de cet accord. 

## Rôle
L'accord de Nouméa, dans son point 6.5, définit trois missions à remplir pour le Comité des signataires :
« Un comité des signataires sera mis en place pour :
- prendre en compte les avis qui seront formulés par les organismes locaux consultés sur l'accord ;
- participer à la préparation des textes nécessaires pour la mise en œuvre de l'accord ;
- veiller au suivi de l'application de l'accord. »

Réuni sur convocation du gouvernement (que son représentant, généralement le ministre ou secrétaire d'État chargé de l'Outre-mer ou le Premier ministre, préside) à dates non fixes et à la demande généralement des différents partenaires, il dresse ainsi le bilan des actions menées jusqu'à sa tenue et fixe les grandes orientations pour l'avenir concernant l'application de l'accord de Nouméa. Il réunit des délégations des deux camps (pro et anti-indépendantistes) comprenant tout ou partie des signataires historiques (qui sont invités de droit) ainsi que les principaux dirigeants institutionnels locaux (parlementaires et présidents des collectivités et assemblées, qui sont également conviés de fait depuis 2006 même s'ils ne sont pas signataires), plus d'autres individus désignés par ces derniers. 

## Historique des Comités
Les signataires historiques de l'accord de Nouméa participant aux comités sont indiqués en gras. 

### Premier Comité (2 mai 2000)
Le Ier Comité des Signataires se tient à Nouméa, au siège du Haut-commissariat, le 2 mai 2000, à l'initiative de Jean-Jack Queyranne, Secrétaire d'État chargé de l'Outre-mer du gouvernement de Lionel Jospin (PS).

#### Participants
Les trois délégations étaient ainsi constituées :
- État : 
  - Jean-Jack Queyranne (PS), Secrétaire d'État chargé de l'Outre-mer depuis 1997.
  - Thierry Lataste, Haut-commissaire de la République, délégué du Gouvernement depuis 1999.
  - Daniel Férey, directeur adjoint du cabinet du Secrétaire d'État chargé de l'Outre-mer depuis 1999.
- RPCR :
  - Jacques Lafleur, chef de la délégation, président fondateur du RPCR depuis 1977, député de la 1re circonscription depuis 1978, président de l'Assemblée de la Province Sud depuis 1989.
  - Pierre Frogier, secrétaire général du RPCR, député de la 2e circonscription depuis 1996, 1er vice-président de l'Assemblée de la Province Sud de 1991 à 1995 et depuis 1999, maire du Mont-Dore depuis 1987, membre du Congrès de 1985 à 1988 et depuis 1989 (en fut le président de 1995 à 1997).
  - Simon Loueckhote, sénateur depuis 1992, président du Congrès de 1989 à 1995 et depuis 1998, élu de la Province des îles Loyauté depuis 1989, conseiller municipal d'Ouvéa depuis 1983.
  - Jean Lèques, président du gouvernement de la Nouvelle-Calédonie depuis 1999, maire de Nouméa depuis 1986.
  - Marianne Devaux, 3e vice-présidente de l'Assemblée de la Province Sud et membre de la Commission permanente du Congrès depuis 1999.
  - Sosimo Malalua, 6e vice-président du Congrès depuis 1999, élu de la Province Sud depuis 1995.
  - Robert Moyatéa, 5e vice-président Congrès et président de sa commission de la Législation et de la Réglementation relatives aux Affaires coutumières depuis 1999, élu de la Province Sud depuis 1995, grand-chef de la tribu de Saint-Louis (rival de Rock Wamytan) et du district du Mont-Dore.
  - Bernard Deladrière, secrétaire général du gouvernement de la Nouvelle-Calédonie depuis 1999, adjoint au maire de Nouméa chargé des Affaires sociales depuis 1995.
  - Yves Tissandier, 1er vice-président du Conseil économique et social depuis 2000, président du conseil d'administration de PromoSud depuis 1999.
- FLNKS : 
  - Rock Wamytan, chef de la délégation, président unitaire du FLNKS depuis 1995, président de l'Union calédonienne (UC) depuis 1999, membre du gouvernement de la Nouvelle-Calédonie chargé des Affaires coutumières, des Relations avec le Congrès et avec le Sénat coutumier depuis 1999, grand-chef de la tribu de Saint-Louis (rival de Robert Moyatéa) et du district du Pont-des-Français au Mont-Dore.
  - Paul Néaoutyine, chef de l'Union nationale pour l'indépendance (UNI) depuis 1995 et du Parti de libération kanake (Palika) depuis 1989, président de l'Assemblée de la Province Nord depuis 1999, maire de Poindimié et membre du Congrès depuis 1989, ancien président unitaire du FLNKS de 1990 à 1995.
  - Aukusitino Manuohalalo, secrétaire général du Rassemblement démocratique océanien (RDO) depuis 1994, membre du gouvernement de la Nouvelle-Calédonie chargé de la Protection sociale et de la Santé, ancien élu du Congrès et de la Province Sud de 1995 à 1999.
  - Aloïsio Sako, président fondateur du RDO depuis 1994, 4e vice-président du Congrès et élu de la Province Sud depuis 1999.
  - Victor Tutugoro, porte-parole de l'Union progressiste en Mélanésie (UPM).
  - Richard Kaloï, 1er vice-président de l'UC, président du groupe FLNKS au Congrès ainsi que président des commissions de la Législation et de la Réglementation générales et de l'Organisation des Transports et de la Communication du Congrès et président de la SODIL depuis 1999, élu de la Province des îles Loyauté depuis 1989 (en fut le président de 1989 à 1995).
  - Jean-Louis d'Anglebermes, commissaire politique adjoint de l'UC depuis 1998.
  - André Némia, militant du Palika.

#### Création de la STCPI
Les débats tournent essentiellement autour de la création d'une Société territoriale calédonienne de participation industrielle (STCPI, fondée finalement en septembre 2000) dont les trois SEM de financement et d'investissement provinciales (PromoSud, Sofinor et SODIL) seraient les actionnaires et afin de faire rentrer les institutions néo-calédoniennes dans le capital du groupe Eramet et donc de la Société Le Nickel (SLN). 

#### Autres sujets abordés
Ensuite, quatre thèmes préparés au sein de groupes de travail composés des représentants des trois partenaires, ont été soumis à la discussion du comité pour orienter les actions à mener dans ces domaines :
- l'Identité kanak et la culture : 
  - création d'un groupe de travail chargé notamment de mettre au point le régime des baux sur les terres coutumières, avec le concours de l'Agence de développement rural et d'aménagement foncier (ADRAF).
  - lancement par le gouvernement de la Nouvelle-Calédonie d'une étude en vue de préparer la création d'un fonds de garantie sur les terres coutumières (un projet de délibération est étudié par le Sénat coutumier en juillet 2003[5] mais n'est jamais voté, tandis que la création d'un tel fonds fait l'objet d'un vœu du Conseil économique et social le 17 septembre 2004[6] et d'un autre de l'Assemblée de la Province Nord le 22 décembre 2010[7]).
  - mise en place d'un groupe associant l'État et les autorités de Nouvelle-Calédonie (gouvernement, provinces et Sénat coutumier) pour réfléchir au choix des autorités coutumières pouvant être associées aux procédures de médiation pénale et à la délimitation du domaine de leur intervention, avec l'engagement qu'un projet de décret soit préparé.
  - discussion sur l'avant-projet d'accord particulier entre l'État et la Nouvelle-Calédonie sur le développement culturel. Il est signé en janvier 2002, et comprend la mise en place par l'État d'un programme pluriannuel scientifique et technique (inventaire complet des œuvres kanak détenues dans les musées métropolitains et étrangers, aide au retour de ces œuvres, développement de la duplication des documents détenus par l'État et protection des savoirs traditionnels et des expressions de la culture kanak), la promotion des langues kanak (encouragement de la création littéraire, réalisation d’outils pédagogiques en langues et création d'une licence de langue et culture régionale à l'Université de la Nouvelle-Calédonie par l'État, proposition d'un enseignement sur les langues et la culture kanakes dans le cadre de la formation des professeurs des écoles, proposition d'épreuves optionnelles de langues dans les concours administratifs locaux et développement d'une Académie des langues kanak par la Nouvelle-Calédonie), l'aide à la création audiovisuelle (l'État devant permettre aux producteurs et réalisateurs de Nouvelle-Calédonie de bénéficier du soutien financier du Centre national de la cinématographie), la recherche d'une application du code de la propriété intellectuelle adaptée aux réalités néo-calédoniennes, le renforcement de l'assistance étatique à l’Agence de développement de la culture kanak (ADCK) et le développement de la lecture publique en améliorant la formation des bibliothécaires et en multipliant les équipements[8].
- les politiques de formation : 
  - formation initiale et continue :
    - renforcement du soutien pédagogique au profit des jeunes en lançant une réflexion sur les méthodes d'organisation de ces soutiens, conduite

en liaison avec les différentes institutions chargées de l'enseignement.
- -     - établissement d'un schéma prévisionnel des formations, en concertation avec les chambres consulaires.
    - amélioration de l'intégration à l'université, en vue d'une plus grande réussite.
    - renforcement de la formation des enseignants, tant de ceux déjà en activité que pour les futurs membres de cette profession, dans le cadre d'un programme « Enseignement Avenir ».
    - conduction d'une réflexion visant à améliorer l'adaptation des enseignants soumis à séjour en Nouvelle-Calédonie, en liaison avec le

ministère de l'Éducation nationale.
- - la création d'un nouveau programme prenant la suite du programme « 400 cadres » (lancé en 1988) : il s'agit de « Cadres Avenir », avec la prise en compte de nouveaux secteurs de formation (commerce, tourisme, gestion, informatique), la recherche d'un partenariat plus actif avec les entreprises privées et une meilleure prise en compte des calédoniens dans les grandes écoles de la fonction publique (ENA, ENM, ENSP par exemple) et la mise en place d'une structure de formation locale en liaison avec l'Institut de formation à l'administration publique (IFPA).
- les relations extérieures de la Nouvelle-Calédonie : 
  - l'insertion de la Nouvelle-Calédonie dans son environnement régional : 
    - lancement d'une étude sur les perspectives de développement des échanges au sein de l'environnement Pacifique.
    - création d'un groupe de pilotage sur les relations extérieures chargé de coordonner l'action de l'État, de la Nouvelle-Calédonie et des Provinces.
    - choix d'un agent qui, une fois formé, aura vocation à commencer à assurer la représentation de la Nouvelle-Calédonie auprès de ses voisins (le processus de recrutement, de formation et de déploiement, à partir de janvier 2013, d'agents représentants la Nouvelle-Calédonie au sein des ambassades françaises d'Océanie est finalisé en octobre 2010).

  - les liens avec l'Union européenne : 
    - tirer un meilleur profit de la décision d'association (accès à de nombreux programmes d'aides) et du régime commercial dont bénéficie la Nouvelle-Calédonie en qualité de Pays et territoire d'outre-mer (PTOM).
    - assurer la représentation des intérêts calédoniens auprès de l'Union européenne (principe acté d'un conventionnement de toutes les collectivités et établissements publics avec un organisme du type de l'association Conseil Stratégie Institutions CSI, filiale d'EURODOM, formation d'un diplomate pour représenter la Nouvelle-Calédonie auprès de Bruxelles).
- la préparation de l'accord particulier entre la Nouvelle-Calédonie et Wallis-et-Futuna, qui n'a pu, à la date du Comité, être signé à la date prévue par la loi organique de 1999 (à savoir avant le 31 mars 2000, une déclaration commune en faveur d'un aboutissement rapide du dossier étant signé à la place à Nouméa le 4 avril suivant). Le vœu est émis par le comité des signataires que l'accord soit conclu avant le mois de septembre 2000. Il n'est finalement réellement négocié qu'à partir de juillet 2001 et signé le 1er décembre 2003. Il a pour objet d’organiser les services de l’État de façon distincte entre les deux collectivités et de préciser l’appui de l’État et de la Nouvelle-Calédonie en faveur du développement économique de Wallis-et-Futuna, cela afin d'enrayer l'émigration que connaissent fortement les deux îles[9].

### Deuxième Comité (22 janvier 2002)
Le IIe Comité des Signataires se tient à Paris, à l'Hôtel de Montmorin, rue Oudinot, le 22 janvier 2002, à l'invitation de Christian Paul, Secrétaire d'État chargé de l'Outre-mer du gouvernement de Lionel Jospin (PS). Ce dernier reçoit également les délégations à l'Hôtel Matignon au lendemain de leurs réunions, à l'instar plus tard du président de la République Jacques Chirac. Ce Comité des signataires est surtout l'occasion de faire un bilan d'étape de l'application de l'accord de Nouméa, à quelques mois d'élections nationales (présidentielle d'avril-mai et législatives de juin). 

#### Participants
Les trois délégations étaient ainsi constituées :
- État : 
  - Christian Paul (PS), Secrétaire d'État chargé de l'Outre-mer depuis 2000.
  - Thierry Lataste, Haut-commissaire de la République, délégué du Gouvernement depuis 1999.
- RPCR :
  - Pierre Frogier, chef de la délégation, secrétaire général du RPCR, député de la 2e circonscription depuis 1996, président du gouvernement de la Nouvelle-Calédonie depuis 2001, ancien 1er vice-président de l'Assemblée de la Province Sud de 1991 à 1995 puis de 1999 à 2001, membre du Congrès de 1985 à 1988 et de 1989 à 2001 (en fut le président de 1995 à 1997), ancien maire du Mont-Dore de 1987 à 2001.
  - Simon Loueckhote, sénateur depuis 1992, président du Congrès de 1989 à 1995 et depuis 1998, élu de la Province des îles Loyauté depuis 1989, conseiller municipal d'Ouvéa depuis 1983.
  - Maurice Ponga, membre du gouvernement de la Nouvelle-Calédonie chargé de l'Agriculture et de la Pêche depuis 1999, suppléant du député de la 2e circonscription Pierre Frogier depuis 1997, ancien élu au Congrès et à la Province Nord de 1996 à 1999.
  - Pierre Bretegnier, 1er vice-président de l'Assemblée de la Province Sud de 1996 à 1999 et depuis 2001, membre du Congrès depuis 1989.
  - Jean-Claude Briault, 3e vice-président de l'Assemblée de la Province Sud et président du GIE « Nouvelle-Calédonie Tourisme Point Sud » depuis 2001, président de la commission des Finances et du Budget et coprésident du groupe RPCR-FCCI au Congrès depuis 1999.
  - Gérard Poadja, élu au Congrès et à la Province Nord depuis 1999.
  - Hilarion Vendégou, maire de l'Île des Pins depuis 1989, grand-chef de l'Île des Pins depuis 1979.
  - Bernard Deladrière, directeur de cabinet du président du gouvernement de la Nouvelle-Calédonie Pierre Frogier depuis 2001.
  - Atélémo Taofifenua, ancien conseiller territorial puis membre du Congrès de 1984 à 1995, ancien Kivalu (Premier ministre) du royaume d'Uvéa à Wallis-et-Futuna de 1999 à 2000.
  - Françoise Cornu, conseillère municipale de Nouméa.
  - France Debien, 6e vice-président et vice-président de la commission permanente du Congrès depuis 2001, président de sa commission de l'Agriculture et de la Pêche depuis 1999, élu à la Province Nord depuis 1999.
  - Yves Tissandier, 1er vice-président du Conseil économique et social depuis 2000, président du conseil d'administration de PromoSud depuis 1999.
- FLNKS : 
  - Pascal Naouna, chef de la délégation, président de l'UC depuis 2001, élu au Congrès (dont il fut l'un des deux questeurs de 1999 à 2001) et à la Province Nord depuis 1999, ancien 2e adjoint au maire de Pouembout de 1989 à 1995.
  - Paul Néaoutyine, chef de l'UNI depuis 1995 et du Palika depuis 1989, président de l'Assemblée de la Province Nord depuis 1999, maire de Poindimié et membre du Congrès depuis 1989, ancien président unitaire du FLNKS de 1990 à 1995.
  - Rock Wamytan, élu au Congrès et à la Province Sud de 1989 à 1999 et depuis 2001, ancien président unitaire du FLNKS de 1995 à 2001, ancien président de l'UC de 1999 à 2001, ancien membre du gouvernement de la Nouvelle-Calédonie chargé des Affaires coutumières et des Relations avec le Sénat coutumier de 1999 à 2001, grand-chef de la tribu de Saint-Louis (rival de Robert Moyatéa) et du district du Pont-des-Français au Mont-Dore.
  - Charles Pidjot, militant de l'UC, coprésident de la commission de la Législation et de la Réglementation relatives aux affaires coutumières depuis 2001, élu à la Province Sud depuis 1999.
  - Victor Tutugoro, porte-parole de l'Union progressiste en Mélanésie (UPM), porte-parole et animateur du bureau politique du FLNKS depuis 2001.
  - Aloïsio Sako, président fondateur du RDO depuis 1994, 7e vice-président du Congrès depuis 2000 et élu de la Province Sud depuis 1999.
  - Sylvestre Newedou, militant de l'UPM, ancien élu de la Province Sud de 1999 à 2001.
  - André Némia, militant du Palika.
  - Robert Xowie, président UC de l'Assemblée de la Province des îles Loyauté et membre du Congrès depuis 1999, ancien maire de Lifou de 1995 à 2001.

#### Sujets abordés
Les discussions ont porté sur :
- le corps électoral aux élections provinciales, avec l'absence d'accord puisque les deux parties campent sur leurs positions (gel du corps pour le FLNKS, maintien du système glissant pour le RPCR). Le gouvernement avait présenté un projet de loi constitutionnelle allant dans le sens d'un gel en 1999, voté par l'Assemblée nationale le 10 juin 1999 et par le Sénat le 12 octobre suivant, mais une décision contraire du Conseil constitutionnel du 15 mars 1999 (qui estime que peuvent participer à l'élection des assemblées de Province et du Congrès tous les électeurs qui, « quelle que soit la date de leur établissement en Nouvelle-Calédonie », justifient de dix ans de domicile à la date de l'élection concernée, soit un corps glissant), l'absence de consensus sur la question et le calendrier législatif font qu'à la fin de la XIe législature en 2002 le Congrès du Parlement n'a toujours pas été convoqué pour entériner la réforme[12].
- l'éducation :
  - organisation d'un colloque, préparé de manière progressive et décentralisée, sur les questions d’éducation (tenu en novembre 2002 au Centre culturel Tjibaou sur le thème : « Pour une école de la réussite en Nouvelle-Calédonie »[13]).
  - envoi d'une mission interministérielle d'évaluation pour avril 2002 sur le niveau des moyens reçus par les provinces pour assumer la croissance des effectifs des collèges, et que le RPCR juge insuffisant concernant la Province Sud.
  - appel de Paul Néaoutyine en faveur de la création d'un lycée d'enseignement général dans la région de Koné-Pouembout.
- la formation : 
  - amélioration pour répondre aux demandes des opérateurs miniers et métallurgiques, avec nécessité d'un rapprochement des collectivités intervenantes.
  - souhait du FLNKS de développer la formation aux fonctions régaliennes, dans le cadre du programme « Cadres avenir » avec le soutien du ministère de la Fonction publique.
- les relations extérieures : 
  - l'insertion dans l'environnement régional : 
    - renforcement des actions de coopération avec les pays de la région.
    - soutien de l'État à la candidature de la Nouvelle-Calédonie pour devenir membre à part entière de la future organisation régionale des pêches (prévue par la Convention MHLC de 1999, la Commission des pêches du Pacifique occidental et central WCPFC entre en fonction en 2004, avec la France comme membre et la Nouvelle-Calédonie comme territoire participant[14]).
    - mise en application rapide des dispositions de l’article 28 de la loi organique de 1999 qui prévoient la possibilité pour l’État de confier au président du gouvernement de la Nouvelle-Calédonie les pouvoirs de négociation et de signature des accords internationaux.
    - rappel de la possibilité pour la Nouvelle-Calédonie de se doter d'agents représentatifs (le processus de recrutement, de formation et de déploiement, à partir de janvier 2013, d'agents représentants la Nouvelle-Calédonie au sein des ambassades françaises d'Océanie est finalisé en octobre 2010).

  - les relations avec l'Union européenne : approfondissement lors du déplacement des délégations à Bruxelles le 24 janvier 2002.
- les signes identitaires : réunion des deux parties de l'accord pour arrêter une méthode de travail (un comité de pilotage n'est pas mis en place avant avril 2007).
- l'Identité kanak et la culture : 
  - priorité donnée à la formation de formateurs en langues kanak.
  - mise en œuvre des conclusions du séminaire « Foncier et développement en Nouvelle-Calédonie » déroulé en octobre 2001 à Nouméa.
- le développement économique : 
  - aboutissement de la demande de transfert à la Nouvelle-Calédonie des parts détenues par l'État dans le capital d'Enercal (soit 54,4 %, cédées finalement le 31 mars 2008[15]).
  - vœu de maintenir la stabilité de l'actionnariat de la Banque calédonienne d'investissement (BCI) afin de lui permettre de mieux se consacrer à son objet de financeur privilégié du développement, en particulier dans les secteurs à risques.
  - souhait de faire participer les collectivités néo-calédoniennes au sein du capital de Goro Nickel (ce qui se concrétise avec la promesse de cession des 5 % des parts à la Nouvelle-Calédonie en mars 2002, porté à 10 % en novembre suivant[16]).
- l'environnement :
  - intervention de l'Institut national de l'environnement industriel et des risques (INERIS) auprès de la Province Sud pour le contrôle environnemental du projet Goro Nickel, puis, si elle en fait la demande, auprès de la Province Nord pour le projet Koniambo.
  - coordination des provinces pour préciser leurs attentes et l'ampleur de la demande de classe des lagons et récifs coralliens au patrimoine mondial (l'inscription est faite le 7 juillet 2008).
  - soutien à hauteur de 700 000 euros (près de 84 millions de francs pacifique) pour les actions de suivis sanitaire et métrologique engagées dans le cadre du programme d'éradication engagé par les collectivités contre la trémolite.

### Troisième Comité (17 juin 2003)
Le IIIe Comité des Signataires se tient à Koné, au siège de la subdivision administrative Nord, le 17 juin 2003, à l'invitation de Brigitte Girardin, ministre de l'Outre-mer du deuxième gouvernement de Jean-Pierre Raffarin (UMP). Il s'agit, à ce jour, du seul comité à ne s'être tenu ni à Nouméa, ni à Paris, mais de manière délocalisée en « Brousse ». Il a lieu dans le contexte de la préparation de la visite du président de la République Jacques Chirac en Nouvelle-Calédonie du 24 au 26 juillet 2003, et d'une radicalisation des positions de l'UC. Celle-ci décide de boycotter la réunion afin de critiquer tant l'attitude de l'État concernant le corps électoral (« Nous sommes à un an des échéances électorales et nous ne pouvons pas nous engager dans les provinciales de 2004 sans que cette question soit précisée. [...] Bien que le gouvernement ait engagé depuis longtemps une procédure de révision constitutionnelle reconnaissant le corps électoral fermé, force est de constater qu’à ce jour elle n’a toujours pas abouti, et que rien ne laisse présager une heureuse issue prochaine ») ou le rééquilibrage, que la majorité RPCR sur le sujet de la collégialité (estimant que « depuis 99 la mainmise sur le pays » de la part du principal parti anti-indépendantistes est totale et qu'il ne joue pas la carte du « fonctionnement consensuel des institutions »). Le bureau politique du FLNKS (réduit, pour l'essentiel, à l'UNI) et Rock Wamytan critiquent la position de l'UC. 

#### Participants
Les trois délégations étaient ainsi constituées :
- État : 
  - Brigitte Girardin (UMP), Ministre de l'Outre-mer depuis 2002.
  - Daniel Constantin, Haut-commissaire de la République, délégué du Gouvernement depuis 2002.
- RPCR :
  - Jacques Lafleur, chef de la délégation, président fondateur du RPCR depuis 1977, député de la 1re circonscription depuis 1978, président de l'Assemblée de la Province Sud depuis 1989.
  - Pierre Frogier, secrétaire général du RPCR, député de la 2e circonscription depuis 1996, président du gouvernement de la Nouvelle-Calédonie depuis 2001, ancien 1er vice-président de l'Assemblée de la Province Sud de 1991 à 1995 puis de 1999 à 2001, membre du Congrès de 1985 à 1988 et de 1989 à 2001 (en fut le président de 1995 à 1997), ancien maire du Mont-Dore de 1987 à 2001.
  - Simon Loueckhote, sénateur depuis 1992, président du Congrès de 1989 à 1995 et depuis 1998, élu de la Province des îles Loyauté depuis 1989, conseiller municipal d'Ouvéa depuis 1983.
  - Jean Lèques, maire de Nouméa depuis 1986, ancien président du gouvernement de la Nouvelle-Calédonie de 1999 à 2001, élu au Congrès de 1985 à 1999 et depuis 2001 et de la Province Sud de 1989 à 1999 et depuis 2001.
  - Maurice Ponga, membre du gouvernement de la Nouvelle-Calédonie chargé de l'Agriculture et de la Mer depuis 1999, suppléant du député de la 2e circonscription Pierre Frogier depuis 1997, ancien élu au Congrès et à la Province Nord de 1996 à 1999.
  - Pierre Bretegnier, 1er vice-président de l'Assemblée de la Province Sud de 1996 à 1999 et depuis 2001, membre du Congrès depuis 1989.
  - Bernard Deladrière, directeur de cabinet du président du gouvernement de la Nouvelle-Calédonie Pierre Frogier depuis 2001.
  - France Debien, 6e vice-président et vice-président de la commission permanente du Congrès depuis 2001, président de sa commission de l'Agriculture et de la Pêche depuis 1999, élu à la Province Nord depuis 1999.
  - Yves Tissandier, 1er vice-président du Conseil économique et social depuis 2000, président du conseil d'administration de PromoSud depuis 1999.
- FLNKS[19] : 
  - Paul Néaoutyine, chef de la délégation, chef de l'UNI depuis 1995 et du Palika depuis 1989, président de l'Assemblée de la Province Nord depuis 1999, maire de Poindimié et membre du Congrès depuis 1989, ancien président unitaire du FLNKS de 1990 à 1995.
  - Victor Tutugoro, porte-parole de l'Union progressiste en Mélanésie (UPM), porte-parole et animateur du bureau politique du FLNKS depuis 2001.
  - Aloïsio Sako, président fondateur du RDO depuis 1994, 7e vice-président du Congrès depuis 2000 et élu de la Province Sud depuis 1999.
  - Adolphe Digoué, membre du bureau politique du Palika, maire de Yaté depuis 2001, ancien membre du Congrès de 1985 à 1988 et de 1989 à 1995 et ancien élu de la Province Sud de 1989 à 1995.
  - Guy Meureureu-Goin, président de l'UPM.
  - André Némia, membre du bureau politique du Palika.
  - Yvon Faua, secrétaire général du RDO depuis 2003.

#### Le débat sur le corps électoral
Les débats tournent essentiellement autour de la question du corps électoral, le comité des signataires concluant à ce sujet : « S’agissant du règlement de la question du corps électoral spécial pour l’élection des membres du Congrès et des assemblées de Provinces, le FLNKS a rappelé l’importance qu’il y attache. Le Rassemblement a déclaré comprendre la préoccupation du FLNKS sur ce point. La ministre de l’Outre-mer s’est, en conséquence, engagée à faire des propositions au président de la République en ce sens ». L'utilisation du verbe « comprendre » par le RPCR est interprété par le FLNKS mais aussi par les adversaires anti-indépendantistes de Jacques Lafleur (surtout l'Avenir ensemble par la suite) comme une acceptation du gel par le Rassemblement. Pour sa part, le député précise cette position en ces termes : « Cela signifie simplement que le Rassemblement est attentif à ce que le FLNKS indique. Nous connaissons le problème depuis longtemps. Depuis la signature de l’Accord de Nouméa, la revendication des indépendantistes est de revoir ce qui a été convenu concernant le collège électoral. Ils veulent que celui-ci soit gelé. Il est clair que c’est un problème qui compte pour les indépendantistes. Il faut donc être attentif à ce qu’ils disent et raisonner en même temps qu’eux pour comprendre ce qu’ils veulent dire. Et je crois que nous avons compris », et dément que cela signifie qu'il accepte le gel. 

#### Autres sujets abordés
Les autres sujets abordés sont : 
- le bilan des réformes et mesures adoptées depuis 1999 : mise en place du Régime unifié d’assurance maladie maternité (RUAMM), plan de sauvetage de la Caisse locale de retraite (CLR), fiscalité métallurgique, entre autres.
- la formation : « L’État a poursuivi l’effort conduit tant dans les formations supérieures (programme cadre avenir), que dans les formations initiales (Juvénat, soutien scolaire dans les lycées, les collèges, les écoles, volet formation professionnelle du passeport mobilité, service militaire adapté), et dans les formations hautement spécialisées ».
- le développement économique : 
  - incitations financières : « Les traductions financières des objectifs de l’Accord de Nouméa et de la loi organique se retrouvent dans les contrats de développement ainsi que les projets de défiscalisation. La loi de programme sur l’Outre-mer, par l’instauration d’une procédure de défiscalisation plus souple, contribuera efficacement à la réalisation de cet objectif ».
  - mines : « La mission d’Anne Duthilleul, qui a rencontré du 10 au 13 juin 2003 l’ensemble des acteurs locaux, remettra fin juin au gouvernement de la République son rapport sur la façon de rendre possible et de justifier l’engagement financier de l’État auprès des deux projets métallurgiques de Falconbridge-SMSP et d’Inco. S’agissant du schéma de mise en valeur des ressources minières, une première série de travaux a été remise aux collectivités concernées au cours de l’année 2001. Les travaux se poursuivent avec notamment la réalisation d’un état complet du domaine minier ».
  - contrat de développement : « Les signataires sont tombés d’accord sur la nécessité de parvenir à une consommation des crédits telle qu’elle permette, dans la perspective de la mise en place de la nouvelle génération des contrats qui succédera à la période 2000-2004, une prise en compte optimale des besoins de la Nouvelle-Calédonie ».
- l'environnement : « Le FLNKS a abordé la question de l’environnement, et plus particulièrement celle de la protection et du classement du massif corallien. Les partenaires ont rappelé leur souhait de voir cette question réglée dans le cadre d’une action concertée des Provinces entre elles, notamment par la mise en place des expertises utiles et d’une réglementation adéquate au niveau provincial, réglementation que la future Charte de l'environnement, qui sera adossée à la Constitution, rendra en tout état de cause nécessaire ».
- les chantiers de l'Accord : « Les signataires ont également fait le point sur les réformes en cours et sur les dispositions de l’Accord de Nouméa qui doivent encore être mises en œuvre. À cet égard, ils ont confirmé leur décision de traiter ces questions à l’occasion de rencontres plus fréquentes entre les réunions annuelles du comité des signataires. C’est dans ce cadre que seront abordées la recherche des signes identitaires et la préparation des prochains transferts de compétences ».
- l'emploi local : « La protection de l’emploi local est pour les signataires un sujet prioritaire. Une loi du pays relative à l’emploi local dans la fonction publique sera soumise au Congrès avant la fin de l’année. Dans le secteur privé, la refonte du dispositif de formation professionnelle, la définition d’une méthodologie, et la réalisation d’études emplois/formations sectorielles permettront de faciliter le travail des partenaires sociaux auxquels il appartient de faire des propositions en cette matière ».

### Quatrième Comité (20 janvier 2005)
Le IVe Comité des Signataires se tient à Paris, à l'Hôtel de Montmorin, rue Oudinot, le 20 janvier 2005, à l'invitation de Brigitte Girardin, ministre de l'Outre-mer du troisième gouvernement de Jean-Pierre Raffarin (UMP). C'est la première fois où les deux partenaires historiques de l'accord (pro et anti-indépendantistes) arrivent divisés, chacun de leurs côtés, en plusieurs délégations, cinq au total. 

#### Participants
Les six délégations étaient ainsi constituées :
- État : 
  - Brigitte Girardin (UMP), Ministre de l'Outre-mer depuis 2002.
  - Daniel Constantin, Haut-commissaire de la République, délégué du Gouvernement depuis 2002.
  - Richard Didier, chargé de mission pour l'Outre-mer à la présidence de la République française depuis 2004.
  - Pierre-Étienne Bisch, conseiller pour les affaires intérieures et l'outre-mer au cabinet du Premier ministre depuis 2004.
- Anti-indépendantistes : 2 délégations :
  - Rassemblement-UMP :
    - Pierre Frogier, chef de la délégation, secrétaire général du Rassemblement-UMP, député de la 2e circonscription depuis 1996, membre du gouvernement de la Nouvelle-Calédonie chargé du Commerce extérieur, du suivi des Questions relatives aux Relations extérieures et aux Relations avec l'Union européenne depuis 2004, ancien président du gouvernement de la Nouvelle-Calédonie de 2001 à 2004, ancien 1er vice-président de l'Assemblée de la Province Sud de 1991 à 1995 puis de 1999 à 2001, membre du Congrès de 1985 à 1988 et de 1989 à 2001 (en fut le président de 1995 à 1997), ancien maire du Mont-Dore de 1987 à 2001.
    - Simon Loueckhote, sénateur depuis 1992, membre du Congrès (qu'il a présidé de 1989 à 1995 et de 1998 à 2004) depuis 1985 et élu de la Province des îles Loyauté depuis 1989, conseiller municipal d'Ouvéa depuis 1983.
    - Bernard Deladrière, conseiller particulier auprès du membre du gouvernement de la Nouvelle-Calédonie Pierre Frogier depuis 2004, ancien secrétaire général du gouvernement de la Nouvelle-Calédonie de 1999 à 2001, ancien directeur de cabinet du président du gouvernement de la Nouvelle-Calédonie Pierre Frogier de 2001 à 2004.
    - Pierre Bretegnier, président du groupe Rassemblement-UMP à l'Assemblée de la Province Sud depuis 2004, membre du Congrès, ancien 1er vice-président de l'Assemblée de la Province Sud de 1996 à 1999 et de 2001 à 2004.
    - Pierre Maresca, 2e vice-président du Congrès et président du groupe Rassemblement-UMP au Congrès depuis 2004, élu de la Province Sud de 1989 à 1999 et depuis 2004 et membre du Congrès de 1985 à 1999 et depuis 2004, ancien membre du gouvernement de la Nouvelle-Calédonie de 1999 à 2004.

  - Avenir ensemble : 
    - Harold Martin, chef de la délégation, président fondateur de l'Avenir ensemble depuis 2004, ex-RPCR avant 2001, président du Congrès de 1997 à 1998 et depuis 2004, maire de Païta depuis 1995.
    - Marie-Noëlle Thémereau, ex-RPCR avant 2001, présidente du gouvernement de la Nouvelle-Calédonie chargée des Affaires sociales et de la Solidarité depuis 2004, ancienne membre du Congrès (en fut la 1re vice-présidente de 1999 à 2001) et élue de la Province Sud (en fut la 2e vice-présidente de 1996 à 1999) de 1989 à 2001 et en 2004.
    - Philippe Gomès, ex-RPCR avant 2004, président de l'Assemblée de la Province Sud depuis 2004, membre du Congrès en 1988, de 1989 à 1999 et depuis 2001, maire de La Foa depuis 1989, ancien membre du gouvernement de la Nouvelle-Calédonie chargé du Travail, de la Formation professionnelle et de la Fonction publique de 1999 à 2001.
    - Éric Babin, ex-RPCR avant 2004, membre du gouvernement de la Nouvelle-Calédonie chargé de l'Agriculture et de la Pêche depuis 2004, ancien membre du Congrès et élu de la Province Nord de 1995 à 1999 et en 2009.
    - Hélène Iekawé, élue de la Province Sud depuis 2004.
    - Pétélo Tipotio, élu de la Province Sud depuis 2004.
- FLNKS qui n'a pas pu se mettre d'accord sur une délégation commune : 3 délégations : 
  - UNI : 
    - Paul Néaoutyine, chef de la délégation, chef de l'UNI depuis 1995 et du Palika depuis 1989, président de l'Assemblée de la Province Nord depuis 1999, maire de Poindimié et membre du Congrès depuis 1989, ancien président unitaire du FLNKS de 1990 à 1995.
    - Victor Tutugoro, porte-parole de l'Union progressiste en Mélanésie (UPM), porte-parole et animateur du bureau politique du FLNKS depuis 2001, 2e vice-président de l'Assemblée de la Province Nord depuis 2004.
    - Aloïsio Sako, président fondateur du RDO depuis 1994, ancien vice-président du Congrès et élu de la Province Sud de 1999 à 2004, faipule-pelêsitâ (grand-chef représentant) du district wallisien de Hihifo en Nouvelle-Calédonie depuis 2004.
    - André Némia, membre du bureau politique du Palika, conseiller pour les relations publiques du président de l'Assemblée de la Province Nord Paul Néaoutyine.
    - Charles Washetine, porte-parole du Palika, membre du gouvernement de la Nouvelle-Calédonie chargé de l'Enseignement et des Questions relatives à la Recherche depuis 2004, ancien membre du Congrès (dont il fut le 3e vice-président de 2000 à 2004 ainsi que président de la Commission de la Législation et de la Règlementation générales de 2002 à 2004) et élu de la Province des îles Loyauté de 1995 à 2004.

  - UC : 
    - Charles Pidjot, chef de la délégation, ancien membre du Congrès (dont il fut coprésident de la commission de la Législation et de la Réglementation relatives aux affaires coutumières de 2001 à 2004) et élu à la Province Sud de 1999 à 2004.
    - Pascal Naouna, président de l'UC depuis 2001, coprésident de la commission de la Législation et de la Réglementation relatives aux affaires coutumières du Congrès (assemblée dont il fut l'un des deux questeurs de 1999 à 2001) depuis 2004 et élu à la Province Nord depuis 1999, ancien 2e adjoint au maire de Pouembout de 1989 à 1995.

  -     - Néko Hnepeune, 1er vice-président de l'UC depuis 2001, président de l'Assemblée de la Province des îles Loyauté (élu depuis 1999) et membre du Congrès depuis 2004, maire de Lifou depuis 2001.

  -     - Gérald Cortot, 2e vice-président de l'UC depuis 2001, membre du gouvernement de la Nouvelle-Calédonie depuis 1999, chargé des Transports terrestres et maritimes, des Infrastructures et de l'Énergie ainsi que du Schéma d'Aménagement et de Développement de Nouvelle-Calédonie depuis 2004, conseiller municipal de Nouméa depuis 2001.
    - Bernard Lepeu, 7e vice-président du Congrès depuis 2004 et président du groupe UC au Congrès depuis 2001, élu de la Province Nord depuis 1999, ancien président de l'UC de 1996 à 1999.
    - Gilbert Tyuienon, maire de Canala et 2e secrétaire général adjoint de l'UC depuis 2001.
    - Daniel Houmbouy, chef de service de la Province des îles Loyauté.

  - dissidents de l'UC :
    - Rock Wamytan, ancien président unitaire du FLNKS de 1995 à 2001, ancien président de l'UC de 1999 à 2001, ancien élu au Congrès et à la Province Sud de 1989 à 1999 et de 2001 à 2002, ancien membre du gouvernement de la Nouvelle-Calédonie de 1999 à 2001 et de 2002 à 2004, grand-chef de la tribu de Saint-Louis (rival de Robert Moyatéa) et du district du Pont-des-Français au Mont-Dore.
    - Jacques Lalié, président fondateur d'Unir et Construire dans le Renouveau (UC Renouveau) depuis 2004, président de la commission de la Législation et de la Réglementation économiques et fiscales du Congrès et élu de la Province des îles Loyauté depuis 2004, ancien conseiller territorial LKS de 1984 à 1985.
    - Julien Boanemoi, sénateur coutumier de l'Aire Ajië-Aro depuis 2005.

#### Projet de loi sur le corps électoral
Pour la troisième fois de suite, les travaux du Comité se concentrent sur le dossier du corps électoral. Aux visions traditionnelles du Rassemblement-UMP (nouveau nom depuis 2004 du RPCR), à savoir un corps glissant, et des différentes composantes du FLNKS, toutes en faveur du gel, s'ajoute celle de l'Avenir ensemble, qui contrôle les principales institutions néo-calédoniennes (Province Sud, Congrès et gouvernement) depuis 2004. Bien que ne voyant pas dans cette question une priorité (préférant parler d'un éventuel passage à l'euro, de la défiscalisation du câble sous-marin vers l'Australie, de l'aide de l'État au logement social ou des transferts de compétences) et se déclarant favorable au principe « un homme, une voix » du suffrage universel, et donc théoriquement hostile à la notion de gel, elle estime que l'application de ce dernier entre dans le cadre de la parole donnée aux indépendantistes. Harold Martin affirme en effet qu'il aurait été promis au précédent Comité de 2003 par Jacques Lafleur (qui dément cette information) à la délégation du FLNKS,. Le gouvernement finit par trancher en faveur du gel, les conclusions du Comité affirmant qu'il « s’engage à proposer au président de la République le dépôt d’un projet de loi constitutionnelle reprenant exactement les termes de l’article 1er du texte adopté en 1999, qui complète l’article 77 de la Constitution sur la définition du tableau annexe. Ce projet de loi constitutionnelle sera déposé au Parlement d’ici à la fin du mois de juin 2005, l’objectif étant son adoption par les deux Assemblées, puis sa ratification par le Congrès du Parlement, d’ici la fin de l’année 2005 ou le début de l’année 2006 ». Ce projet de loi constitutionnelle est finalement remis à l'Assemblée nationale en mars 2006 et définitivement adopté à Versailles en 19 février 2007.

#### Autres sujets abordés
Les autres sujets abordés ont été :
- la réforme de la loi organique de 1999 : proposition d'un « avant-projet de loi organique destiné à actualiser la loi organique statutaire du 19 mars 1999, dans le respect de l'accord de Nouméa », avec surtout révision des conditions de détermination de la dotation globale de construction et d'équipements des collèges (article 181).
- l'introduction de l'euro : voulue par les anti-indépendantistes mais rejetée par le FLNKS, le Comité se contente de rappeler qu'elle ne peut se faire que simultanément dans les trois collectivités françaises du Pacifique (Nouvelle-Calédonie, Polynésie française et Wallis-et-Futuna), et donc si un consensus est trouvé entre elles.
- le développement économique : 
  - préparation de nouveaux contrats de développement pour la période 2006-2010.
  - promesse de l'État de céder ses parts dans l'entreprise Enercal à la Nouvelle-Calédonie (déjà envisagée en 2002, la cession des 54,4 % du capital a finalement lieu le 31 mars 2008[15]).
  - confirmation des deux projets d'usines (du Nord et du Sud).
- la prise en compte du recensement de la population de 2004 dans le calcul de la dotation globale de fonctionnement versée en 2005 aux communes.

### Cinquième Comité (2 février 2006)
Le Ve Comité des Signataires se tient à Paris, à l'Hôtel de Montmorin, rue Oudinot, le 2 février 2006, à l'invitation de François Baroin, ministre de l'Outre-mer du gouvernement de Dominique de Villepin (UMP). La division déjà présente au précédent Comité s'est confirmée, tandis que pour la première fois les présidents non signataires des collectivités et assemblées locales sont directement conviés par l'État, et non plus par les signataires chefs de délégations. 

#### Participants
Les six délégations étaient ainsi constituées :
- État : 
  - François Baroin (UMP), Ministre de l'Outre-mer depuis 2005.
  - Michel Mathieu, Haut-commissaire de la République, délégué du Gouvernement depuis 2005.
  - Richard Didier, conseiller technique pour l'Outre-mer à la présidence de la République française depuis 2004 (conseiller technique depuis 2005, chargé de mission auparavant).
  - Henri-Michel Comet, conseiller pour les affaires intérieures, la sécurité et l'outre-mer au cabinet du Premier ministre depuis 2005.
  - Jean de L'Hermite, conseiller technique pour les libertés publiques et l'outre-mer auprès du Premier ministre depuis 2005.
- Anti-indépendantistes : 2 délégations :
  - Rassemblement-UMP :
    - Pierre Frogier, chef de la délégation, président du Rassemblement-UMP depuis 2005, député de la 2e circonscription depuis 1996, membre du gouvernement de la Nouvelle-Calédonie chargé du Commerce extérieur, du suivi des Questions relatives aux Relations extérieures et aux Relations avec l'Union européenne depuis 2004, ancien président du gouvernement de la Nouvelle-Calédonie de 2001 à 2004, ancien 1er vice-président de l'Assemblée de la Province Sud de 1991 à 1995 puis de 1999 à 2001, membre du Congrès de 1985 à 1988 et de 1989 à 2001 (en fut le président de 1995 à 1997), ancien maire du Mont-Dore de 1987 à 2001.
    - Bernard Deladrière, directeur de la commission électorale du Rassemblement-UMP depuis 2005, conseiller particulier auprès du membre du gouvernement de la Nouvelle-Calédonie Pierre Frogier depuis 2004, ancien secrétaire général du gouvernement de la Nouvelle-Calédonie de 1999 à 2001, ancien directeur de cabinet du président du gouvernement de la Nouvelle-Calédonie Pierre Frogier de 2001 à 2004.
    - Pierre Maresca, secrétaire général du Rassemblement-UMP depuis 2005, 2e vice-président du Congrès et président du groupe Rassemblement-UMP au Congrès depuis 2004, élu de la Province Sud de 1989 à 1999 et depuis 2004 et membre du Congrès de 1985 à 1999 et depuis 2004, ancien membre du gouvernement de la Nouvelle-Calédonie de 1999 à 2004.
    - Éric Gay, secrétaire général adjoint du Rassemblement-UMP depuis 2005, membre du Congrès et élu de la Province Sud depuis 2004, maire du Mont-Dore depuis 2003.
    - Gaël Yanno, suppléant du député de la 1re circonscription Jacques Lafleur depuis 1997, 1er adjoint au maire de Nouméa Jean Lèques chargé des finances, du contrat d'agglomération et de la communication depuis 2001, ancien membre du Congrès et élu de la Province Sud de 1989 à 1999.
    - Céline Vauthier, membre du Congrès et élue de la Province Nord depuis 2004.

  - Avenir ensemble : 
    - Harold Martin, chef de la délégation, président fondateur de l'Avenir ensemble depuis 2004, ex-RPCR avant 2001, président du Congrès de 1997 à 1998 et depuis 2004, maire de Païta depuis 1995.
    - Philippe Gomès, ex-RPCR avant 2004, président de l'Assemblée de la Province Sud depuis 2004, membre du Congrès en 1988, de 1989 à 1999 et depuis 2001, maire de La Foa depuis 1989, ancien membre du gouvernement de la Nouvelle-Calédonie chargé du Travail, de la Formation professionnelle et de la Fonction publique de 1999 à 2001.
    - Alain Song, ex-RPCR avant 2004, membre du gouvernement de la Nouvelle-Calédonie chargé de la Formation professionnelle, de l'Emploi et de la Fonction publique depuis 2004, ancien conseiller économique et social de 2000 à 2004.
    - Raymond Koteureu, 8e vice-président du Congrès depuis 2005, président de la commission de l'Enseignement privé de la Province Sud depuis 2004.
    - Anne-Marie Siakinuu, présidente de la commission permanente du Congrès et élue de la Province Sud depuis 2004.
    - Armande Duraisin, ex-Alliance avant 2004, 7e vice-présidente du Congrès depuis 2005 et élue de la Province Nord depuis 2004, 2e adjointe au maire de Koumac Robert Frouin depuis 2001.
- FLNKS : 3 délégations : 
  - UNI : 
    - Paul Néaoutyine, chef de la délégation, chef de l'UNI depuis 1995 et du Palika depuis 1989, président de l'Assemblée de la Province Nord depuis 1999, maire de Poindimié et membre du Congrès depuis 1989, ancien président unitaire du FLNKS de 1990 à 1995.
    - Victor Tutugoro, porte-parole de l'Union progressiste en Mélanésie (UPM), porte-parole et animateur du bureau politique du FLNKS depuis 2001, 2e vice-président de l'Assemblée de la Province Nord depuis 2004.
    - Déwé Gorodey, membre du bureau politique du Palika, vice-présidente du gouvernement de la Nouvelle-Calédonie depuis 2001, chargée de la Nouvelle-Calédonie#Culture depuis 1999 ainsi que de la Condition féminine et de la Citoyenneté depuis 2004, ancienne membre du Congrès et de la Province Nord en 1999 et en 2004.
    - André Némia, membre du bureau politique du Palika, conseiller pour les relations publiques du président de l'Assemblée de la Province Nord Paul Néaoutyine.
    - Charles Washetine, porte-parole du Palika, membre du gouvernement de la Nouvelle-Calédonie chargé de l'Enseignement et des Questions relatives à la Recherche depuis 2004, ancien membre du Congrès (dont il fut le 3e vice-président de 2000 à 2004 ainsi que président de la Commission de la Législation et de la Règlementation générales de 2002 à 2004) et élu de la Province des îles Loyauté de 1995 à 2004.

  - UC : 
    - Charles Pidjot, chef de la délégation, ancien membre du Congrès (dont il fut coprésident de la commission de la Législation et de la Réglementation relatives aux affaires coutumières de 2001 à 2004) et élu à la Province Sud de 1999 à 2004.
    - Néko Hnepeune, 1er vice-président de l'UC depuis 2001, président de l'Assemblée de la Province des îles Loyauté (élu depuis 1999) et membre du Congrès depuis 2004, maire de Lifou depuis 2001.
    - Pascal Naouna, président de l'UC depuis 2001, coprésident de la commission de la Législation et de la Réglementation relatives aux affaires coutumières du Congrès (assemblée dont il fut l'un des deux questeurs de 1999 à 2001) depuis 2004 et élu à la Province Nord depuis 1999, ancien 2e adjoint au maire de Pouembout de 1989 à 1995.
    - Gilbert Tyuienon, maire de Canala et 2e secrétaire général adjoint de l'UC depuis 2001.
    - William Ihage, secrétaire général adjoint de l'Assemblée de la Province des îles Loyauté depuis 2004.

  - dissidents de l'UC :
    - Rock Wamytan, ancien président unitaire du FLNKS de 1995 à 2001, ancien président de l'UC de 1999 à 2001, ancien élu au Congrès et à la Province Sud de 1989 à 1999 et de 2001 à 2002, ancien membre du gouvernement de la Nouvelle-Calédonie de 1999 à 2001 et de 2002 à 2004, grand-chef de la tribu de Saint-Louis (rival de Robert Moyatéa) et du district du Pont-des-Français au Mont-Dore.
    - Julien Boanemoi, sénateur coutumier de l'Aire Ajië-Aro depuis 2005.
    - Jacques Lalié, président fondateur d'Unir et Construire dans le Renouveau (UC Renouveau) depuis 2004, président de la commission de la Législation et de la Réglementation économiques et fiscales du Congrès et élu de la Province des îles Loyauté depuis 2004, ancien conseiller territorial LKS de 1984 à 1985.

#### Finalisation du gel du corps électoral
Ce Comité des signataires revient sur l'avancée du dossier du gel du corps électoral, la préparation du projet de loi constitutionnelle prévu en 2005 ayant pris du retard (un avant-projet a été soumis pour avis au Conseil d'État en décembre 2005). Le Comité de 2006 précise que ce texte devra être voté « en termes identiques » par l'Assemblée nationale (ce qui est fait le 13 décembre 2006) et le Sénat (qui adopte le projet le 16 janvier 2007) pour que le Congrès soit convoqué (par décret du 9 février 2007, le Congrès entérinant définitivement le gel du corps électoral le 19 février suivant). 

#### Question du passage à l'euro
Cette réunion est également dominée, plus qu'en 2005, par la question d'un éventuel passage à l'euro, à la suite de l'adoption à l'unanimité le 19 janvier 2006 par l'Assemblée de la Polynésie française d'une résolution en faveur du remplacement du Franc pacifique par la monnaie européenne. Les élus de Wallis-et-Futuna ont déclaré pour leur part vouloir suivre la décision de la Nouvelle-Calédonie. Le Comité prend acte des positions en faveur de ce passage. Il s'agit des trois parlementaires Jacques Lafleur, Pierre Frogier et Simon Loueckhote ainsi que de l'ensemble du Rassemblement-UMP, du président du Congrès Harold Martin et de l'Avenir ensemble (qui avait lancé en mai 2005 une procédure de réflexion sur le sujet n'ayant pas donné de suite pour des raisons de rapport de forces sur d'autres dossiers au sein de l'assemblée locale), le Front national mais aussi l'unique élu du mouvement Libération kanak socialiste (LKS) Nidoïsh Naisseline, indépendantiste qui a donné son « accord de principe ». L'UC pour sa part apparaît divisée tandis que l'UNI de Paul Néaoutyine est contre, y voyant un « facteur d'intégration » et émettant des réserves quant au maintien du niveau des aides et transferts publics de l'État et de l'Union européenne, à la présence des signes identitaires sur les billets et la compatibilité d'un tel changement de monnaie avec le développement économique lié aux projets industriels. Pour répondre à ces interrogations, François Baroin a promis lors du Comité des signataires des éclaircissements de la part d'experts. Cependant, le Congrès n'a été saisi d'aucun vote sur la question par la suite. 

#### Autres sujets abordés
Les autres sujets abordés ont été :
- les transferts de compétences : possibilité de mettre en place des groupes de travail entre l'État et la Nouvelle-Calédonie dès la mi-2006 (le premier comité de pilotage sur la question est réuni le 9 février 2007).
- la réforme de la loi organique, reprenant les conclusions du Comité de 2005 sur la possibilité d'une révision.
- la protection de l'emploi local et l'immigration :
  - développement de l'offre de formation locale.
  - proposition du ministre d'étendre à la Nouvelle-Calédonie la loi en préparation sur l'immigration (actée le 24 juillet 2006).
  - développement du rapprochement entre autorités néo-calédoniennes et élus de Wallis-et-Futuna pour réunir la commission de suivi de l'accord particulier signé entre les deux collectivités en 2003, afin d'en accélérer la mise en œuvre.
  - rappel du soutien aux différents projets industriels miniers.
  - confirmation du transfert à la Nouvelle-Calédonie des parts détenues par l'État dans le capital d'Enercal (soit 54,4 %, cédées finalement le 31 mars 2008[15]).
- l'environnement :
  - avancée du dossier de candidature pour l'inscription des lagons et récifs coralliens au patrimoine mondial (inscription faite le 7 juillet 2008).
  - demande du président de l'Assemblée de la Province Nord Paul Néaoutyine de l'assistance technique de l'État sur la question des secteurs non concernés par le classement au patrimoine mondial au regard de l'afflux touristique que ce dernier engendrera.

  - annonce de la réunion du Comité national de l'Initiative française pour les récifs coralliens (IFRECOR) à Hienghène à Hienghène du 1er au 6 mai 2006.
- la lutte contre les incendies (après plusieurs feux de brousse importants durant la saison sèche 2005-2006) : 
  - dépôt prochain (le 15 février 2006[29]) d'une ordonnance sur la sécurité civile donnant des moyens juridiques d'action nouveaux au Haut-commissaire et aux maires dans ce domaine.
  - émergence d'une concertation au niveau de l'ensemble de la Nouvelle-Calédonie.
  - promesse du ministre de propositions à venir pour une plus grande mobilisation du service militaire adapté (SMA) en matière de sécurité civile et, le cas échéant, par la création d'une véritable filière de formation de sapeur-pompier (sur la base de l'école des sapeurs-pompiers ouverte en 2005).
- la présentation des grandes lignes des contrats de développement 2006-2010 (7 contrats pour un total de 777,2 millions d'euros, ou environ 92,7 milliards de Francs pacifique financés à hauteur de 50,5 % par l'État, signés le 6 mars 2006).
- l'invitation des parlementaires et des présidents du Gouvernement, du Congrès et des Provinces au IIe sommet France-Océanie devant se tenir à Paris, sous la présidence du président de la République Jacques Chirac, le 26 juin 2006.

### Sixième Comité (20 décembre 2007)
Le VIe Comité des Signataires se tient à Paris, à l'Hôtel Matignon, le 20 décembre 2007, à l'invitation et sous la présidence (pour la première fois) du Premier ministre, François Fillon (UMP). Annoncé dès le mois de septembre 2007 par le nouveau secrétaire d'État à l'Outre-mer Christian Estrosi, il fait suite à une visite mouvementée de ce dernier en Nouvelle-Calédonie au mois d'octobre (critique du Haut-commissaire Michel Mathieu et de sa gestion des nombreux conflits sociaux, le forçant à démissionner le 15 octobre pour le remplacer dix jours plus tard par le directeur de cabinet du secrétaire d'État Yves Dassonville, ainsi que le boycott du FLNKS pour protester contre l'accord-cadre passé en juillet 2007 entre le Rassemblement-UMP et l'Avenir ensemble pour se partager les institutions, contre les « doutes émis par Christian Estrosi quant à la mise en œuvre de l’usine du Nord » et contre une position du secrétaire d'État qu'ils estiment trop proche des anti-indépendantistes). Face aux critiques des indépendantistes et de l'opposition en Métropole à l'encontre de Christian Estrosi, François Fillon annonce à l'Assemblée nationale le 18 octobre 2007, en réponse au député socialiste de La Réunion Jean-Claude Fruteau, qu'il présidera lui-même le Comité des signataires à Matignon. 

#### Participants
Les cinq délégations étaient ainsi constituées :
- État : 
  - François Fillon (UMP), Premier ministre depuis 2007.
  - Michèle Alliot-Marie (UMP), Ministre de l'Intérieur, de l'Outre-mer et des Collectivités territoriales depuis 2007.
  - Christian Estrosi (UMP), Secrétaire d'État à l'Outre-mer depuis 2007.
  - Yves Dassonville, Haut-commissaire de la République, délégué du Gouvernement depuis 2007.
  - Olivier Biancarelli, conseiller pour l'Outre-mer à la présidence de la République française depuis 2007.
  - Stéphane Bouillon, conseiller pour les affaires intérieures au cabinet du Premier ministre depuis 2007.
  - Olivier Magnaval, conseiller technique pour l'administration territoriale, les collectivités locales et l'outre-mer auprès du Premier ministre depuis 2007.
- Anti-indépendantistes : 3 délégations :
  - Rassemblement-UMP :
    - Pierre Frogier, chef de la délégation, président du Rassemblement-UMP depuis 2005, député de la 2e circonscription depuis 1996, président du Congrès (où il siège de 1985 à 1988, de 1989 à 2001 et depuis 2007) de 1995 à 1997 et depuis 2007, élu de la Province Sud de 1989 à 2001 et depuis 2007 (en fut le 1er vice-président de 1991 à 1995 et de 1999 à 2001), ancien membre du gouvernement de la Nouvelle-Calédonie de 2001 à 2007 (en fut le président de 2001 à 2004), ancien maire du Mont-Dore de 1987 à 2001.
    - Bernard Deladrière, directeur de la commission électorale du Rassemblement-UMP depuis 2005, directeur de cabinet du président du Congrès Pierre Frogier depuis 2007, il en est le principal collaborateur depuis 2001 en tant successivement que directeur de cabinet à la présidence du gouvernement de 2001 à 2004 puis que conseiller particulier de 2004 à 2007, ancien secrétaire général du gouvernement de la Nouvelle-Calédonie de 1999 à 2001.
    - Gaël Yanno, député de la 1re circonscription depuis 2007, 1er adjoint au maire de Nouméa Jean Lèques chargé des finances, du contrat d'agglomération et de la communication depuis 2001, ancien membre du Congrès et élu de la Province Sud de 1989 à 1999.
    - Éric Gay, secrétaire général du Rassemblement-UMP depuis 2006, 3e vice-président du Congrès (où il siège depuis 2004) et président de sa commission des Sports depuis 2007, élu de la Province Sud depuis 2004, maire du Mont-Dore depuis 2003.
    - Gérard Poadja, ancien élu au Congrès et à la Province Nord de 1999 à 2004.
    - Ana Logologofolau, présidente de la commission de l'Organisation administrative et de la Fonction publique du Congrès (où elle siège depuis 2004) depuis 2007, élue de la Province Sud depuis 2004, adjointe au maire du Mont-Dore Réginald Bernut puis Éric Gay depuis 2001.
    - Cynthia Ligeard, présidente du groupe du Rassemblement-UMP et de la commission des Finances et du Budget au Congrès (où elle siège depuis 2004) depuis 2007, élue de la Province Sud depuis 2004.

  - Avenir ensemble : 
    - Harold Martin, chef de la délégation, président fondateur de l'Avenir ensemble depuis 2004, ex-RPCR avant 2001, président du gouvernement de la Nouvelle-Calédonie chargé des Mines et de la Fiscalité depuis 2007, ancien membre du Congrès de 1985 à 2007 (en fut le président de 1997 à 1998 et de 2004 à 2007) et élu de la Province Sud de 1989 à 2007, maire de Païta depuis 1995.
    - Philippe Gomès, ex-RPCR avant 2004, président de l'Assemblée de la Province Sud (où il siège de 1989 à 1999 et depuis 2001) depuis 2004, membre du Congrès en 1988, de 1989 à 1999 et depuis 2001, maire de La Foa depuis 1989, ancien membre du gouvernement de la Nouvelle-Calédonie chargé du Travail, de la Formation professionnelle et de la Fonction publique de 1999 à 2001.
    - Pascal Vittori, ex-Alliance avant 2004, représentant du Nouveau Centre (NC) en Nouvelle-Calédonie depuis 2007, membre du gouvernement de la Nouvelle-Calédonie chargé du Budget, des Finances, du Suivi de la Communication audiovisuelle et des Relations avec le Conseil économique et social et le Congrès depuis 2007, ancien président de la commission de l'Organisation administrative et de la Fonction publique du Congrès et président du groupe Avenir ensemble à l'Assemblée de la Province Sud de 2004 à 2007.
    - Didier Leroux, ancien président fondateur d'Une Nouvelle-Calédonie pour tous (UNCT) puis de l'Alliance de 1995 à 2004, représentant du MoDem en Nouvelle-Calédonie depuis 2007, président du groupe Avenir ensemble au Congrès (où il siège de 1985 à 1988, de 1995 à 2004 et depuis 2007) depuis 2007, élu de la Province Sud de 1995 à 2004 et depuis 2007, ancien membre du gouvernement de la Nouvelle-Calédonie chargé de l'Économie, de la Fiscalité, du Développement durable, des Mines, des Transports aériens et des Communications de 2004 à 2007.
    - Sonia Lagarde, ex-Alliance avant 2004, 1re vice-présidente de l'Assemblée de la Province Sud (où elle siège depuis 1995) depuis 2004, membre du Congrès depuis 1995, chef de l'opposition au conseil municipal de Nouméa depuis 2001.
    - Alésio Saliga, chargé du comité de coordination avec la communauté wallisienne et futunienne au cabinet du président du gouvernement de la Nouvelle-Calédonie Harold Martin depuis 2007, était auparavant son collaborateur à la présidence du Congrès de 2004 à 2007.
    - Marie-Hélène Hnamuko, sœur du grand-chef Evanès Boula du district de Loessi à Lifou (Îles Loyauté), candidate suppléante de Philippe Gomès aux élections législatives de 2007 dans la 1re circonscription.

  - RPC : Simon Loueckhote, président du Rassemblement pour la Calédonie (RPC) depuis 2006, sénateur depuis 1992, membre du Congrès (qu'il a présidé de 1989 à 1995 et de 1998 à 2004) depuis 1985 et élu de la Province des îles Loyauté depuis 1989, conseiller municipal d'Ouvéa depuis 1983.
- FLNKS, qui s'est de nouveau entendu pour ne former qu'une délégation : 
  - Paul Néaoutyine, chef de la délégation, chef de l'UNI depuis 1995 et du Palika depuis 1989, président de l'Assemblée de la Province Nord (où il siège depuis 1989) depuis 1999, maire de Poindimié et membre du Congrès depuis 1989, ancien président unitaire du FLNKS de 1990 à 1995.
  - Victor Tutugoro, porte-parole de l'Union progressiste en Mélanésie (UPM), porte-parole et animateur du bureau politique du FLNKS depuis 2001, 2e vice-président de l'Assemblée de la Province Nord depuis 2004.
  - Charles Pidjot, président de l'UC depuis 2007, ancien membre du Congrès (dont il fut coprésident de la commission de la Législation et de la Réglementation relatives aux affaires coutumières de 2001 à 2004) et élu à la Province Sud de 1999 à 2004.
  - Rock Wamytan, ancien président unitaire du FLNKS de 1995 à 2001, ancien président de l'UC de 1999 à 2001, ancien élu au Congrès et à la Province Sud de 1989 à 1999 et de 2001 à 2002, ancien membre du gouvernement de la Nouvelle-Calédonie de 1999 à 2001 et de 2002 à 2004, grand-chef de la tribu de Saint-Louis (rival de Robert Moyatéa) et du district du Pont-des-Français au Mont-Dore.
  - Néko Hnepeune, 1er vice-président de l'UC depuis 2001, président de l'Assemblée de la Province des îles Loyauté (élu depuis 1999) et membre du Congrès depuis 2004, maire de Lifou depuis 2001.
  - Gérald Cortot, 2e vice-président de l'UC depuis 2001, membre du gouvernement de la Nouvelle-Calédonie depuis 1999, chargé des Transports terrestres et maritimes, des Infrastructures et de l'Énergie ainsi que du suivi des Questions liées à la Sécurité routière et du Schéma d'Aménagement et de Développement de Nouvelle-Calédonie depuis 2004, conseiller municipal de Nouméa depuis 2001.
  - Bernard Lepeu, 5e vice-président du Congrès (où il siège depuis 1999) depuis 2005 et président du groupe UC au Congrès depuis 2001, élu de la Province Nord depuis 1999, ancien président de l'UC de 1996 à 1999.
  - Daniel Goa, commissaire général adjoint de l'UC depuis 2001, président du groupe UC à l'Assemblée de la Province Nord depuis 2002.
  - Charles Washetine, porte-parole du Palika, membre du gouvernement de la Nouvelle-Calédonie chargé de l'Enseignement et des Questions relatives à la Recherche depuis 2004, ancien membre du Congrès (dont il fut le 3e vice-président de 2000 à 2004 ainsi que président de la Commission de la Législation et de la Règlementation générales de 2002 à 2004) et élu de la Province des îles Loyauté de 1995 à 2004.
  - Adolphe Digoué, membre du bureau politique du Palika, maire de Yaté depuis 2001, ancien membre du Congrès de 1985 à 1988 et de 1989 à 1995 et ancien élu de la Province Sud de 1989 à 1995.
  - Gilbert Tyuienon, maire de Canala et secrétaire général adjoint de l'UC depuis 2001.
  - Wassissi Konyi, ancien porte-parole du Palika de 1989 à 1999 et candidat aux élections législatives de 2002 dans la 1re circonscription.
  - Guy Meureureu-Goin, président de l'UPM.
  - Aloïsio Sako, président fondateur du RDO depuis 1994, ancien vice-président du Congrès et élu de la Province Sud de 1999 à 2004, faipule-pelêsitâ (grand-chef représentant) du district wallisien de Hihifo en Nouvelle-Calédonie depuis 2004.
  - André Némia, membre du bureau politique du Palika, conseiller pour les relations publiques du président de l'Assemblée de la Province Nord Paul Néaoutyine.
  - Julien Boanemoi, sénateur coutumier de l'Aire Ajië-Aro depuis 2005.
  - Jacques Lalié, président fondateur d'Unir et Construire dans le Renouveau (UC Renouveau) depuis 2004, président de la commission de la Santé et de la Protection sociale du Congrès depuis 2007 (président de celle de la Législation et de la Réglementation économiques et fiscales de 2004 à 2007) et élu de la Province des îles Loyauté depuis 2004, ancien conseiller territorial LKS de 1984 à 1985.

#### Sujets abordés
Un éventail assez large de sujets ont été abordés et développés :
- le rééquilibrages et le développement économiques : 
  - les projets métallurgiques : 
    - traitement dans les plus brefs délais du dossier de défiscalisation de l'usine du Nord, avec l'introduction d'une clause le bénéfice de cet agrément fiscal à une valorisation sur le territoire néo-calédonien de l'ensemble du minerai issu du massif de Koniambo (18,3 milliards de francs pacifique, soit un peu plus de 7 % de l'évaluation du budget total de l'opération, accordés le 19 février 2008[33]), ainsi que l'ouverture de négociations sur le contenu et le financement du complément aux contrats de développement 2006-2010 passés avec la Province Nord et les communes de cette collectivité.
    - soutien à la poursuite du projet d'usine du Sud dans l'optique d'une mise en service à la fin de l'année 2008 (elle sera faite au début 2009).
    - attention à l'évolution de l'actionnariat d'Eramet, avec possibilité pour l'État de prendre les mesures nécessaires pour assurer sa stabilité (à la suite de l'annonce faite dans Les Échos le 13 décembre 2007 que la famille Duval, actionnaire principal du groupe, comptait vendre ses parts[34], ce qu'elle ne fera finalement pas).
    - soutien à la mise en place du schéma de mise en valeur des riches minières (adopté par délibération du Congrès du 18 mars 2009[35]) et du code minier (mis en place par une loi du pays du 16 avril 2009[36] et un arrêté réglementaire du 28 avril suivant[37]), et promesse d'extension des dispositions législatives en matière de fondations à la Nouvelle-Calédonie dans le cadre de la prochaine loi de programme pour l'Outre-mer (la loi pour le développement économique des Outre-mer LODEOM est actée le 28 mai 2009).

  - les contrats de développement :
    - règlement avant le 31 mars 2008 des 40,7 millions d'euros (4,9 milliards de francs pacifique environ) dus au titre des contrats 2000-2005 et qui n'avaient pas encore été versés au 31 décembre 2007.
    - amélioration de l'exécution des contrats 2006-2010.

  - le Schéma d'aménagement et de développement de la Nouvelle-Calédonie (SADNC) :
    - validation du calendrier de réalisation et des modalités de travail proposés dans le cadre du SADNC (le premier comité de pilotage pour son élaboration se tient le 21 mars 2008).
    - préparation de deux conventions : une relative à la préparation du SADNC entre l'État et le gouvernement de la Nouvelle-Calédonie, une autre pour une mission d'appui et de conseil de l'Agence française de développement (AFD) à l'État et au gouvernement de la Nouvelle-Calédonie sur ce sujet.

  - finalisation du transfert à la Nouvelle-Calédonie des parts détenues par l'État dans le capital d'Enercal (soit 54,4 %, cédées finalement le 31 mars 2008[15]).
- les questions juridiques et institutionnelles :
  - les transferts de compétences : proposition de l'État de constituer, sous la responsabilité et la coordination du Haut-commissaire et du secrétariat d'État (puis ministère) de l'outre-mer, une mission d'appui composée au niveau central de fonctionnaires appartenant aux différents ministères concernés pour appuyer les groupes de travail du comité de pilotage créés localement depuis le début de l'année 2007 (la première mission a lieu en Nouvelle-Calédonie en avril 2008)[38].
  - la réforme de la loi organique : engagement à faire adopter au 1er semestre 2008 les modifications techniques arrêtés peu avant le Comité par un groupe de travail composé autour du Haut-commissaire par des représentants de l'ensemble de la classe politique néo-calédonienne (ces propositions sont néanmoins ajoutées à d'autres pour donner lieu à une révision plus générale actée le 3 août 2009[39]).
- la cohésion et la promotion sociales : 
  - le dialogue social et la prévention des conflits :
    - soutien à la logique des deux « Forums du dialogue social » organisés depuis août 2006.
    - renforcement des capacités opérationnelles de la Direction du travail et de l'emploi (DTE) par la mise à disposition par le ministère du Travail d'un inspecteur du travail pendant au moins une année au sein de la cellule de conciliation des conflits de la DTE, la formation comme inspecteur du travail à l'Institut national du travail, de l'emploi et de la formation professionnelle (INTEFP) du responsable de cette cellule, le renouvellement de la convention triennale signée entre la DTE et l'INTEFP et la mise à disposition d'un agent de cet Institut (avec la mobilisation d'un financement adapté) pour accompagner le Forum sur le dialogue social de 2008.
    - soutien à l'action du Haut-commissaire en tant que « gardien des grands équilibres, et notamment de l'ordre public économique et social », et donc à la politique de fermeté engagée par Yves Dassonville à l'encontre des actions de force et des blocages de l'Union syndicale des travailleurs kanaks et des exploités (USTKE).
    - acceptation de la proposition de l'État de recourir plus systématiquement à la médiation judiciaire et de renforcer la coordination entre le Haut-commissariat et le gouvernement de la Nouvelle-Calédonie.

  - le programme « Cadres Avenir » : 
    - sanctuarisation du budget consacré au continuum de formation mis en place par le GIP « Formation Cadres Avenir ».
    - relance du projet de préparation spécifique aux grandes écoles avec les établissements d'enseignement concernés, pour les formations préparant à l'exercice de responsabilités telles que prévues par l'accord de Nouméa (lancement en 2009 d'une Convention éducative prioritaire entre l'Institut d'études politiques de Paris, dit IEP de Paris ou Sciences Po, et les lycées Williama-Haudra de Lifou, Antoine-Kela de Poindimié et du Grand Nouméa, à quoi s'ajoutent en 2010 les lycées privés Apollinaire-Anova de Païta et Do Kamo de Nouméa, permettant à des élèves volontaires de Terminale de passer un concours spécifique exclusivement oral d'entrée à cette grande école[40]).
- la coopération et l'insertion régionales : 
  - les relations régionales : 
    - félicitation de l'accès de la Nouvelle-Calédonie au statut de membre associé du Forum des îles du Pacifique en 2006.
    - encouragement fait à la Nouvelle-Calédonie de développer sa coopération avec les pays de la région comme elle l'a fait avec le Vanuatu, notamment dans le cadre de petits projets en Papouasie-Nouvelle-Guinée.
    - rappel du soutien financier du Fonds Pacifique à la convention signée avec le Vanuatu en 2002.
    - appel renouvelé à une coopération internationale pour le financement du câble sous-marin à fibre optique transpacifique (le câble Gondwana-1 entre Sydney et Nouméa, fruit d'un marché entre l'Office des postes et télécommunications de Nouvelle-Calédonie dit OPT-NC et Alcatel Submarine Networks, a été mis en service le 1er septembre 2008, celui Honotua entre Tahiti et Hawaii entre en phase de test en juin 2010, tandis que le projet de raccordement entre les deux, dit South Pacific Islands Networtk SPIN, est lancé en avril 2007 mais remis en question en 2009 et finalement abandonné en mars 2011[41]).

  - les Jeux du Pacifique de 2011 : 
    - félicitation pour l'obtention par la Nouvelle-Calédonie de l'organisation de ses jeux lors de la réunion du 31 juillet 2005 du Conseil des Jeux du Pacifique.
    - participation de l'État à hauteur de 2,1 millions d'euros (environ 240 millions de francs pacifique) en plus des « financements déjà établis » (notamment dans le cadre des contrats de développement) pour la construction d'équipements sportifs.
    - mise à l'étude du financement de la construction ou le réaménagement des chambres universitaires devant servir de village des Jeux par la défiscalisation (900 millions de francs pacifique, soit 23 % du coût total) et le recours éventuel à un emprunt à taux bonifié auprès de la Caisse des dépôts et consignations (CDC, deux prêts pour un total de 16,2 millions d'euros, ou 1,9 milliard de francs pacifique, soit 50 % du total, ont été contractés le 11 janvier 2010)[42] pour la réalisation de la résidence universitaire du campus de Nouville (500 logements)[43], ainsi que par l'apport de 6,7 millions d'euros (799 millions de francs pacifique, la moitié de la somme nécessaire) de l'État pour la valorisation du campus de Magenta et en subventions.

  - l'inscription d'une partie des récifs coralliens au patrimoine mondial :
    - félicitation pour le dépôt officiel du dossier de candidature par la France à l'UNESCO le 31 janvier 2007.
    - mise en place d'un GIP environnemental, le « Conservatoire des espaces natures » (opérationnel à partir du 1er janvier 2011[44]), pour coordonner la gestion du bien.
    - proposition qu'une délégation néo-calédonienne accompagne la délégation nationale pour la session du Comité du patrimoine mondial de l'UNESCO qui doit se tenir à Québec au Canada du 2 au 10 juillet 2010 (et au cours de laquelle le classement des Lagons de Nouvelle-Calédonie est obtenue).

### Septième Comité (8 décembre 2008)
Le VIIe Comité des Signataires se tient, pour la deuxième fois consécutive, à l'Hôtel Matignon à Paris et sous la présidence du Premier ministre François Fillon (UMP), le 8 décembre 2008. Ce Comité est annoncé le 24 septembre 2006 par le président du gouvernement de la Nouvelle-Calédonie Harold Martin à la suite d'une entrevue avec le secrétaire d'État à l'Outre-mer Yves Jégo à Paris. Son but est de clore la phase de préparation technique des transferts de compétences prévus à l'article 26 de la loi organique de 1999 pour que les élus du Congrès puissent ensuite les voter à la majorité des trois cinquièmes. En effet, ceux-ci ne disposent que d'un délai de six mois après les élections provinciales du 10 mai 1999 (soit au plus tard au début du mois de décembre 2009) pour les acter. La division au sein du camp anti-indépendantiste s'est d'autre part amplifiée, avec le départ de l'Avenir ensemble en août 2008 de Philippe Gomès et de l'essentiel des élus de la Province Sud (16 sur les 20 du parti et les 40 de l'Assemblée) et du Congrès (12 des 17 membres de l'Avenir ensemble) pour créer Calédonie ensemble à la suite d'un conflit avec Harold Martin et Didier Leroux. Il peut continuer à participer à ce Comité des signataires en sa qualité de président de l'Assemblée de la Province Sud mais, n'étant pas signataire, il ne peut constituer de délégation de son nouveau mouvement. 

#### Participants
Les six délégations étaient ainsi constituées :
- État : 
  - François Fillon (UMP), Premier ministre depuis 2007.
  - Michèle Alliot-Marie (UMP), Ministre de l'Intérieur, de l'Outre-mer et des Collectivités territoriales depuis 2007.
  - Yves Jégo (UMP), Secrétaire d'État à l'Outre-mer depuis 2008.
  - Yves Dassonville, Haut-commissaire de la République, délégué du Gouvernement depuis 2007.
  - Michel Fuzeau, conseiller pour les affaires intérieures au cabinet du Premier ministre depuis 2008.
  - Olivier Magnaval, conseiller technique pour l'administration territoriale, les collectivités locales et l'outre-mer auprès du Premier ministre depuis 2007.
- Anti-indépendantistes : 4 délégations :
  - Rassemblement-UMP :
    - Pierre Frogier, chef de la délégation, président du Rassemblement-UMP depuis 2005, député de la 2e circonscription depuis 1996, président du Congrès (où il siège de 1985 à 1988, de 1989 à 2001 et depuis 2007) de 1995 à 1997 et depuis 2007, élu de la Province Sud de 1989 à 2001 et depuis 2007 (en fut le 1er vice-président de 1991 à 1995 et de 1999 à 2001), ancien membre du gouvernement de la Nouvelle-Calédonie de 2001 à 2007 (en fut le président de 2001 à 2004), ancien maire du Mont-Dore de 1987 à 2001.
    - Bernard Deladrière, 9e adjoint au maire du Mont-Dore Éric Gay chargé du Budget, des Finances, du Patrimoine et du Contrat d'agglomération depuis 2008, directeur de la commission électorale du Rassemblement-UMP depuis 2005, directeur de cabinet du président du Congrès Pierre Frogier depuis 2007, il en est le principal collaborateur depuis 2001 en tant successivement que directeur de cabinet à la présidence du gouvernement de 2001 à 2004 puis que conseiller particulier de 2004 à 2007, ancien secrétaire général du gouvernement de la Nouvelle-Calédonie de 1999 à 2001.
    - Gaël Yanno, député de la 1re circonscription depuis 2007, 1er adjoint au maire de Nouméa Jean Lèques chargé des finances et du contrat d'agglomération depuis 2001 ainsi que de la coordination de l'action municipale depuis 2008, ancien membre du Congrès et élu de la Province Sud de 1989 à 1999.
    - Éric Gay, secrétaire général du Rassemblement-UMP depuis 2006, 2e vice-président du Congrès (où il siège depuis 2004, 3e vice-président de 2007 à 2008) depuis 2008 et président de sa commission des Sports depuis 2007, élu de la Province Sud depuis 2004, maire du Mont-Dore depuis 2003.
    - Maurice Ponga, membre du gouvernement de la Nouvelle-Calédonie depuis 1999, chargé de la Jeunesse et des Sports depuis 2004, ancien suppléant du député de la 2e circonscription Pierre Frogier de 1997 à 2007, ancien élu au Congrès de 1996 à 1999 et à la Province Nord de 1996 à 1999 et en 2004.
    - Henriette Wahuzue-Falelavaki, 2e adjointe au maire de Dumbéa Georges Naturel chargée de la vie des quartiers et du logement.
    - Virginie Ruffenach, conseillère municipale de Nouméa depuis 2001, membre de l'Union des citoyens pour le suffrage universel.
    - Silipeleto « Fiu » Muliakaaka, conseiller municipal de Dumbéa depuis 2008.

  - Avenir ensemble : 
    - Harold Martin, chef de la délégation, ancien président fondateur de l'Avenir ensemble de 2004 à 2008, ex-RPCR avant 2001, président du gouvernement de la Nouvelle-Calédonie chargé des Mines et de la Fiscalité depuis 2007, ancien membre du Congrès de 1985 à 2007 (en fut le président de 1997 à 1998 et de 2004 à 2007) et élu de la Province Sud de 1989 à 2007, maire de Païta depuis 1995, désigné tête de liste de l'Avenir ensemble pour les élections provinciales de 2009 dans le Sud.
    - Didier Leroux, président de l'Avenir ensemble depuis 2008, ancien président fondateur de l'UNCT puis de l'Alliance de 1995 à 2004, représentant du MoDem en Nouvelle-Calédonie depuis 2007, président du groupe Avenir ensemble au Congrès (où il siège de 1985 à 1988, de 1995 à 2004 et depuis 2007) depuis 2007, élu de la Province Sud de 1995 à 2004 et depuis 2007, ancien membre du gouvernement de la Nouvelle-Calédonie chargé de l'Économie, de la Fiscalité, du Développement durable, des Mines, des Transports aériens et des Communications de 2004 à 2007.
    - Pascal Vittori, secrétaire général de l'Avenir ensemble depuis 2008, représentant du Nouveau Centre (NC) en Nouvelle-Calédonie depuis 2007, ex-Alliance avant 2004, membre du gouvernement de la Nouvelle-Calédonie chargé du Budget, des Finances, du Suivi de la Communication audiovisuelle et des Relations avec le Conseil économique et social et le Congrès depuis 2007, ancien président de la commission de l'Organisation administrative et de la Fonction publique du Congrès et président du groupe Avenir ensemble à l'Assemblée de la Province Sud de 2004 à 2007, chef de l'opposition municipale à Boulouparis depuis 2008.
    - Armande Duraisin, ex-Alliance avant 2004, ancienne 7e vice-présidente du Congrès (où elle siège depuis 2004) de 2005 à 2008 et élue de la Province Nord depuis 2004, 2e adjointe au maire de Koumac Robert Frouin de 2001 à 2008 puis 1re adjointe de Wilfried Weiss depuis 2008.
    - Reine-Marie Chenot, ex-Alliance avant 2004, membre du Congrès (dont elle fut un des deux questeurs de 2004 à 2007) et élue de la Province Sud depuis 2004, ancienne 3e adjointe au maire de Dumbéa Bernard Marant de 2001 à 2008 chargée des jumelages, des festivités, du tourisme, du patrimoine et de l'état-civil de 2001 à 2008.
    - Alésio Saliga, chargé du comité de coordination avec la communauté wallisienne et futunienne au cabinet du président du gouvernement de la Nouvelle-Calédonie Harold Martin depuis 2007, était auparavant son collaborateur à la présidence du Congrès de 2004 à 2007.
    - Egomë Bako, secrétaire général adjoint pour les Îles Loyauté de l'Avenir ensemble depuis 2008, ex-Alliance avant 2004, désigné tête de liste de l'Avenir ensemble pour les élections provinciales de 2009 dans les Îles Loyauté.

  - LMD : Simon Loueckhote, président fondateur du Mouvement de la diversité (LMD) depuis 2008, ancien président du RPC de 2006 à 2008, ex-RPCR avant 2006, sénateur depuis 1992, membre du Congrès (qu'il a présidé de 1989 à 1995 et de 1998 à 2004) depuis 1985 et élu de la Province des îles Loyauté depuis 1989, ancien conseiller municipal d'Ouvéa de 1983 à 2008 et de Nouméa en 2008.
  - Calédonie ensemble : Philippe Gomès, dirigeant fondateur de Calédonie ensemble depuis 2008, ex-RPCR avant 2004 et ex-Avenir ensemble de 2004 à 2008, président de l'Assemblée de la Province Sud (où il siège de 1989 à 1999 et depuis 2001) depuis 2004, membre du Congrès en 1988, de 1989 à 1999 et depuis 2001, ancien maire de La Foa de 1989 à 2008, ancien membre du gouvernement de la Nouvelle-Calédonie chargé du Travail, de la Formation professionnelle et de la Fonction publique de 1999 à 2001.
- FLNKS : 
  - Paul Néaoutyine, chef de la délégation, chef de l'UNI depuis 1995 et du Palika depuis 1989, président de l'Assemblée de la Province Nord (où il siège depuis 1989) depuis 1999, maire de Poindimié et membre du Congrès depuis 1989, ancien président unitaire du FLNKS de 1990 à 1995.
  - Victor Tutugoro, porte-parole de l'Union progressiste en Mélanésie (UPM), porte-parole et animateur du bureau politique du FLNKS depuis 2001, 2e vice-président de l'Assemblée de la Province Nord depuis 2004.
  - Rock Wamytan, ancien président unitaire du FLNKS de 1995 à 2001, ancien président de l'UC de 1999 à 2001, ancien élu au Congrès et à la Province Sud de 1989 à 1999 et de 2001 à 2002, ancien membre du gouvernement de la Nouvelle-Calédonie de 1999 à 2001 et de 2002 à 2004, grand-chef de la tribu de Saint-Louis (rival de Robert Moyatéa) et du district du Pont-des-Français au Mont-Dore.
  - Charles Washetine, porte-parole du Palika, membre du gouvernement de la Nouvelle-Calédonie chargé de l'Enseignement et des Questions relatives à la Recherche depuis 2004, ancien membre du Congrès (dont il fut le 3e vice-président de 2000 à 2004 ainsi que président de la Commission de la Législation et de la Règlementation générales de 2002 à 2004) et élu de la Province des îles Loyauté de 1995 à 2004.
  - Adolphe Digoué, membre du bureau politique du Palika, ancien maire de Yaté de 2001 à 2008, ancien membre du Congrès de 1985 à 1988 et de 1989 à 1995 et ancien élu de la Province Sud de 1989 à 1995.
  - André Némia, membre du bureau politique du Palika, conseiller pour les relations publiques du président de l'Assemblée de la Province Nord Paul Néaoutyine.
  - Aloïsio Sako, président fondateur du RDO depuis 1994, ancien vice-président du Congrès et élu de la Province Sud de 1999 à 2004, faipule-pelêsitâ (grand-chef représentant) du district wallisien de Hihifo en Nouvelle-Calédonie depuis 2004.
  - Gilbert Tyuienon, maire de Canala et secrétaire général adjoint de l'UC depuis 2001.
  - Damien Yeiwéné, ancien secrétaire général de l'UC de 2001 à 2007, élu à l'Assemblée de la Province des îles Loyauté depuis 1999 (en fut le 2e vice-président de l'Assemblée de 1999 à 2004).

#### Transferts de compétences
Le VIIe Comité des signataires aboutit essentiellement à l'approbation de la définition des périmètres et des modalités de transferts de compétences pour 2009 :
- la police et la sécurité en matière de circulation aérienne intérieure.
- la police et la sécurité en matière de circulation maritime dans les eaux territoriales.
- l'enseignement du second degré public et privé et du premier degré privé, l'enseignement agricole, le centre de documentation pédagogique (CDP) et la santé scolaire, de loin le dossier soumis le plus à débat, étant donné le coût financier important, qui donne lieu à un certain nombre de garanties particulières offertes par l'État :
  - mise à disposition globale et gratuite du personnel du ministère de l'Éducation nationale (enseignants, chefs d'établissement, agents) pendant une durée à déterminer.
  - compensation financière particulière, sur la base notamment de la prise en charge totale par l'État du financement d'un nouveau lycée tandis que sa participation est acquise pour mettre en œuvre tout projet lancé avant la date effective du transfert (notamment pour un lycée professionnel Sud au Mont-Dore et un lycée général à Pouembout).
- l'Agence de développement de la culture kanak (ADCK).
- l'Agence de développement rural et d'aménagement foncier (ADRAF).

Les conditions techniques générales de ces transferts sont ainsi fixés :
- compensation : 
  - droit à compensation égal à la moyenne des dépenses actualisées, hors taxe et fonds de concours, constatées sur une période de dix ans précédant le transfert de compétences pour les charges d'investissement transférées, et sur une période de trois ans avant le transfert pour les charges de fonctionnement,
  - indexation de la compensation sur la dotation globale de fonctionnement (DGF),
  - intégration dans le calcul de la compensation de l'indemnité d'éloignement des fonctionnaires,
  - aucune compensation accordée à la Nouvelle-Calédonie pour des charges liées à l'activité normative.
- application des transferts :
  - refus d'un transfert partiel, même s'il peut être progressif,
  - les textes applicables en Nouvelle-Calédonie au jour choisi par le Congrès pour le transfert effectif restent applicables tant que le Congrès ne les modifie pas.
- processus d'intégration dans la fonction publique néo-calédonienne des fonctionnaires et agents de l'État découlant des transferts :
  - pas de mesures de soutien de l'État à la CLR, même si des conditions d'âge peuvent être intégrées et une étude menée sur ce processus en coopération avec l'État afin de ne pas aggraver le déséquilibre du régime,
  - appel à une évaluation indépendante par un corps d'inspection en cas de contestations du volume des effectifs transférés.

Les autres transferts initialement prévus à l'article 26 de la loi organique de 1999, « dans un souci de réalisme et de progressivité », se voient accorder un délai supplémentaire (dans le cadre de l'article 27 puis finalement par une révision de l'article 26) pour être adoptées (par une loi de pays toujours à la majorité des deux cinquièmes, mais au plus tard à la fin de la deuxième année de la mandature de 2009-2014, soit avant décembre 2011, au lieu de six mois). Un protocole d'accompagnement de l'État pour ces transferts retardés est lancé. Il s'agit de :
- droit civil et commercial et règles concernant l'état civil, avec comme accompagnement : 
  - appui de l’État à la Nouvelle-Calédonie pour le recensement des textes applicables en ces domaines et extension par l’État des textes en suspens,
  - constitution d’un groupe de suivi du transfert de cette compétence avec des fonctionnaires de haut niveau de la direction des affaires civiles et des grâces et de la délégation générale à l’outre-mer,
  - renforcement par la Nouvelle-Calédonie de ses services chargés de l’élaboration des textes et soutien de l’État par des formations adaptées,
  - définition des modalités de soutien après le transfert (détachement d’un magistrat ou fonctionnaires si besoin est, poursuite du travail du groupe de suivi, aide à la rédaction des législations).
- sécurité civile, avec un protocole d'accompagnement : 
  - fondé sur le Schéma directeur d'analyse et de couverture des risques (SDACR) en cours d'approbation,
  - prévoyant un accompagnement technique et financier par l’État permettant un renforcement des moyens opérationnels,
  - abordant la formation et la sensibilisation des responsables sur cette compétence,
  - préparant la modification de l’ordonnance de février 2006 pour adapter à la Nouvelle-Calédonie les dispositions concernant les services d’incendie et de secours (ce qui est fait par l'ordonnance du 29 octobre 2009[45]).

Un échéancier pour la réforme de la loi organique est prévu en 2009 afin : d'y intégrer les modifications techniques proposées par le groupe d'étude de 2006 et déjà agréées par le Comité des signataires de 2007, les modalités de compensation des transferts et la modification du délai d'adoption de ceux pour les droits civils, commerciaux, l'état civil et la sécurité civile. 
La question des transferts, notamment ceux concernant l'enseignement, donnent lieu un important débat au sein de la classe politique et des partenaires sociaux. Tout particulièrement, Calédonie ensemble, par la voix de Philippe Gomès, s'oppose publiquement et avec vigueur à ce dernier sous les modalités financières établies au comité des signataires, estimant les compensations de l'État insuffisantes. Cette prise de position entraîne une passe d'armes médiatique avec le Haut-commissaire Yves Dassonville. En effet, ce dernier, soutenu par Harold Martin, sort de sa réserve pour défendre la position de l'État sur la question et juger l'attitude de Philippe Gomès de « coup politique électoraliste », tandis que le président de la Province Sud parle de « mensonge d'État ». L'union territoriale de la Confédération française de l'encadrement - Confédération générale des cadres (CFE-CGC), Force ouvrière (FO) ou la Fédération syndicale unitaire (FSU) ont également exprimé des réserves et inquiétudes,. 
Après les élections provinciales de 2009 et lors du débat parlementaire sur la réforme de la loi organique, les garanties apportées sont précisées ou augmentées : 
- droit à compensation des charges d'investissement égal à la moyenne des dépenses actualisées, constatées sur la période comprise entre 1998 et 2007 (et non pas dans les 10 ans précédant la date effective du transfert) pour les transferts liés à l'enseignement. Ce droit à compensation évolue chaque année dans la même proportion que la variation de la moyenne sur quatre trimestres de l'indice du coût de la construction en Nouvelle-Calédonie.
- poursuite du financement par l'État des opérations de réalisation des lycées d'enseignement général, technique et professionnel du Mont-Dore et de Pouembout.
- mise à disposition gratuite et globale, pour une durée indéterminée, des personnels de l'enseignement de l'État à compter du transfert de la compétence.

La loi organique relative à l'évolution institutionnelle de la Nouvelle-Calédonie et portant ratification d'ordonnances, qui modifie celle de 1999, est adoptée en 1re lecture par le Sénat le 7 juillet 2009, adopté avec amendements par l'Assemblée nationale le 20 juillet suivant et à nouveau par la chambre haute le 23 juillet. Elle est actée le 3 août. Les trois lois du pays relatives aux transferts à la Nouvelle-Calédonie des compétences de l'État en matière éducative, de police et sécurité de la circulation maritime s'effectuant entre tous points de la Nouvelle-Calédonie, et de sauvegarde de la vie humaine en mer dans les eaux territoriales et de police et sécurité de la circulation aérienne intérieure et des exploitants établis en Nouvelle-Calédonie dont l’activité principale n’est pas le transport aérien international sont votées le 30 novembre 2009 par le Congrès, à l'unanimité. L'échéancier des transferts s'établit alors ainsi : au 1er janvier 2011 pour la sécurité de la navigation dans les eaux territoriales, au 1er juillet suivant pour la police et la réglementation de la circulation maritime d'un point à l'autre de la Nouvelle-Calédonie et de la sauvegarde de la vie humaine en mer, au 1er janvier 2012 pour les affaires éducatives et au 1er janvier 2013 pour la police et la sécurité de la circulation aérienne intérieure.

#### Autres sujets abordés
Ont également été traités lors du VIIe Comité des signataires des sujets suivants touchant essentiellement à l'économie :
- les grands projets miniers et métallurgiques :
  - renouvellement de l'intérêt pour la situation de l'actionnariat du groupe Eramet, avec une proposition de Pierre Frogier que le Comité des signataires aborde plus particulièrement les questions de la stratégie de la Nouvelle-Calédonie en matière minière, notamment par son outil financier, la STCPI.
  - état d'avancement des deux projets d'usine.
- le rééquilibrage économique : 
  - prise de connaissance des études sur le rééquilibrage menées par l'AFD, l'Institut de la statistique et des études économiques (ISEE) et l'Institut d'émission d'outre-mer (IEOM).
  - constatation qu'un « rééquilibrage incontestable se manifeste depuis le milieu des années 1990, dans plusieurs domaines » (économique avec l’émergence de pôles structurants, social avec l’amélioration de l’espérance de vie, d’accès aux responsabilités avec la formation de cadres mélanésiens).
  - engagement d'actions pour la jeunesse, « confrontée à une perte de ses repères ».
  - renouvellement du soutien de l'État à l'aménagement de la zone Voh-Koné-Pouembout (VKP).
  - insistance de Paul Néaoutyine sur la nécessité de mieux connaître les flux migratoires internes, qui doivent être perçus dans le recensement de 2009, et sur la participation du programme « Cadres Avenir » pour l'exercice des compétences transférées.
- la mise en place de l'euro : 
  - rappel des conditions fixées par l'État (passage simultanée dans les trois collectivités du Pacifique, à la demande des élus de ces territoires).
  - organisation par le Haut-commissaire, en liaison avec l'IEOM, de groupes de travail avec les élus et les représentants socio-professionnels (avec une démarche similaire à Wallis-et-Futuna et en Polynésie française), dont les bilans pourraient ensuite éclairer un débat au Congrès.

### Huitième Comité (24 juin 2010)
Le VIIIe Comité des Signataires se tient, pour la troisième fois consécutive, à l'Hôtel Matignon à Paris et sous la présidence du Premier ministre François Fillon (UMP), le 24 juin 2010. Il a lieu dans un contexte politique tendu, avec le retour des divisions dans les deux camps et le débat sur la proposition de Pierre Frogier en février 2010 de faire flotter le drapeau du FLNKS (dit aussi « indépendantiste » ou « Kanaky ») sur tous les édifices publics néo-calédoniens à côté de l'étendard national, dans un geste voulu comme la reconnaissance des « deux légitimités » définies par l'accord de Nouméa et plutôt que de choisir un nouveau drapeau commun comme signe identitaire. 

#### Participants
Les sept délégations étaient ainsi constituées :
- État : 
  - François Fillon (UMP), Premier ministre depuis 2007.
  - Brice Hortefeux (UMP), Ministre de l'Intérieur, de l'Outre-mer et des Collectivités territoriales depuis 2009.
  - Marie-Luce Penchard (UMP), Ministre chargée de l'Outre-mer depuis 2009.
  - Yves Dassonville, Haut-commissaire de la République, délégué du Gouvernement depuis 2007.
  - Olivier Biancarelli, conseiller du président de la République.
- Anti-indépendantistes : 4 délégations :
  - Rassemblement-UMP :
    - Pierre Frogier, chef de la délégation, président du Rassemblement-UMP depuis 2005, député de la 2e circonscription depuis 1996, président de l'Assemblée de la Province Sud (où il siège de 1989 à 2001, en 2004 et depuis 2007) depuis 2009, membre du Congrès (dont il fut le président de 1995 à 1997 et de 2007 à 2009) de 1985 à 1988, de 1989 à 2001, en 2004 et depuis 2007, ancien membre du gouvernement de la Nouvelle-Calédonie de 2001 à 2007 (en fut le président de 2001 à 2004), ancien maire du Mont-Dore de 1987 à 2001.
    - Bernard Deladrière, membre du gouvernement de la Nouvelle-Calédonie (dont il fut le secrétaire général de 1999 à 2001) chargé du Budget, de la Fiscalité, de l'Économie numérique et des Questions relatives à la Communication audiovisuelle depuis 2009, 9e adjoint au maire du Mont-Dore Éric Gay chargé du Budget, des Finances, du Patrimoine et du Contrat d'agglomération depuis 2008, ancien directeur de cabinet ou collaborateur spécial de Pierre Frogier de 2001 à 2009.
    - Gaël Yanno, député de la 1re circonscription depuis 2007, 1er adjoint au maire de Nouméa Jean Lèques chargé des finances et du contrat d'agglomération depuis 2001 ainsi que de la coordination de l'action municipale depuis 2008, ancien membre du Congrès et élu de la Province Sud de 1989 à 1999.
    - Maurice Ponga, député européen de la section Pacifique de la circonscription Outre-Mer depuis 2009, ancien membre du gouvernement de la Nouvelle-Calédonie de 1999 à 2009, ancien suppléant du député de la 2e circonscription Pierre Frogier de 1997 à 2007, ancien élu au Congrès de 1996 à 1999 et à la Province Nord de 1996 à 1999 et en 2004.
    - Éric Gay, secrétaire général du Rassemblement-UMP depuis 2006, 1er vice-président de l'Assemblée de la Province Sud (où il siège depuis 2004) depuis 2009, membre du Congrès (dont il fut le vice-président et le président de sa commission des Sports de 2007 à 2009) depuis 2004, maire du Mont-Dore depuis 2003.
    - Léon Saliga, représentant du Tuisigave (roi de Sigave) et donc grand-chef coutumier des ressortissants de ce royaume futunien.
    - Pierre Maresca (représentant le maire de Nouméa Jean Lèques), conseiller spécial du président de l'Assemblée de la Province Sud Pierre Frogier depuis 2009, ancien secrétaire général du Rassemblement-UMP de 2005 à 2006, ancien membre du Congrès (dont il fut le président de la commission permanente de 1988 à 1998 et de 2008 à 2009) de 1985 à 1999 et de 2004 à 2009, ancien élu de la Province Sud de 1989 à 1999 et de 2004 à 2009, ancien membre du gouvernement de la Nouvelle-Calédonie de 1999 à 2004, ancien 4e adjoint au maire de Nouméa Jean Lèques chargé de la Solidarité et du Contrat d'Agglomération de 2001 à 2008.
    - Isabelle Champmoreau, coresponsable du mouvement des Jeunes du Rassemblement-UMP depuis 2005, 2e adjointe au maire de Nouméa Jean Lèques chargée de la jeunesse, des écoles et des constructions publiques depuis 2008, ancienne membre du gouvernement de la Nouvelle-Calédonie en 2006.

  - Avenir ensemble : 
    - Harold Martin, chef de la délégation, ancien président fondateur de l'Avenir ensemble de 2004 à 2008, ex-RPCR avant 2001, président du Congrès (où il siège de 1985 à 2007 et depuis 2009) de 1997 à 1998, de 2004 à 2007 et depuis 2009, élu de la Province Sud de 1989 à 2007 et depuis 2009, ancien président du gouvernement de la Nouvelle-Calédonie chargé des Mines et de la Fiscalité de 2007 à 2009, maire de Païta depuis 1995, désigné tête de liste de l'Avenir ensemble pour les élections provinciales de 2009 dans le Sud.
    - Pascal Vittori, secrétaire général de l'Avenir ensemble depuis 2008, représentant du Nouveau Centre (NC) en Nouvelle-Calédonie depuis 2007, ex-Alliance avant 2004, président du groupe Avenir ensemble à l'Assemblée de la Province Sud et membre du Congrès (dont il fut le président de la commission de l'Organisation administrative et de la Fonction publique de 2004 à 2007) de 2004 à 2007 et depuis 2009, ancien membre du gouvernement de la Nouvelle-Calédonie chargé du Budget, des Finances, du Suivi de la Communication audiovisuelle et des Relations avec le Conseil économique et social et le Congrès de 2007 à 2009, chef de l'opposition municipale à Boulouparis depuis 2008.

  - LMD : 
    - Simon Loueckhote, chef de la délégation, président fondateur du Mouvement de la diversité (LMD) depuis 2008, ancien président du RPC de 2006 à 2008, ex-RPCR avant 2006, sénateur depuis 1992, membre du gouvernement de la Nouvelle-Calédonie chargé de la Fonction publique, de la Qualité du Service public, des Simplifications administratives et du suivi du SADNC, ancien membre du Congrès (qu'il a présidé de 1989 à 1995 et de 1998 à 2004) de 1985 à 2009, ancien élu de la Province des îles Loyauté de 1989 à 2009 puis de la Province Sud en 2009, ancien conseiller municipal d'Ouvéa de 1983 à 2008 et de Nouméa en 2008.
    - Pascale Doniguian-Panchou, élue de la Province Sud depuis 2009.

  - Calédonie ensemble : Philippe Gomès, dirigeant fondateur de Calédonie ensemble depuis 2008, ex-RPCR avant 2004 et ex-Avenir ensemble de 2004 à 2008, président du gouvernement de la Nouvelle-Calédonie chargé des Mines, de l'Énergie, du Transport aérien international et des Questions relatives aux Transferts de compétences et à la Recherche depuis 2009, ancien élu de la Province Sud (dont il fut le président de 2004 à 2009) de 1989 à 1999 et de 2001 à 2009, ancien membre du Congrès en 1988, de 1989 à 1999 et de 2001 à 2009, ancien membre du gouvernement de la Nouvelle-Calédonie chargé du Travail, de la Formation professionnelle et de la Fonction publique de 1999 à 2001, ancien maire de La Foa de 1989 à 2008.
- FLNKS : deux délégations distinctes :
  - du groupe FLNKS, de tendance UC : 
    - Charles Pidjot, chef de la délégation, président de l'UC depuis 2007, ancien membre du Congrès (dont il fut coprésident de la commission de la Législation et de la Réglementation relatives aux affaires coutumières de 2001 à 2004) et élu à la Province Sud de 1999 à 2004.
    - Rock Wamytan, ancien président unitaire du FLNKS de 1995 à 2001, ancien président de l'UC de 1999 à 2001, président du groupe FLNKS et 2e vice-président du Congrès (où il siège de 1989 à 1999, de 2001 à 2002 et depuis 2009) depuis 2009, élu de la Province Sud de 1989 à 1999, de 2001 à 2002 et depuis 2009, ancien membre du gouvernement de la Nouvelle-Calédonie de 1999 à 2001 et de 2002 à 2004, grand-chef de la tribu de Saint-Louis (rival de Robert Moyatéa) et du district du Pont-des-Français au Mont-Dore.
    - Néko Hnepeune, 1er vice-président de l'UC depuis 2001, président de l'Assemblée de la Province des îles Loyauté (élu depuis 1999) et membre du Congrès depuis 2004, maire de Lifou depuis 2001.
    - Pierre Ngaiohni, militant de l'UC de Maré, vice-président du gouvernement de la Nouvelle-Calédonie (dont il est membre depuis 2007) chargé des Affaires coutumières, de la Formation professionnelle, des Relations avec le Sénat et les Aires coutumières et les Questions de société depuis 2009.
    - Gilbert Tyuienon, maire de Canala et secrétaire général adjoint de l'UC depuis 2001, 1er vice-président de l'Assemblée de la Province Nord et membre du Congrès depuis 2009.
    - Aloïsio Sako, président fondateur du RDO depuis 1994, ancien vice-président du Congrès et élu de la Province Sud de 1999 à 2004, faipule-pelêsitâ (grand-chef représentant) du district wallisien de Hihifo en Nouvelle-Calédonie depuis 2004.
    - Damien Yeiwéné, ancien secrétaire général de l'UC de 2001 à 2007, président du groupe UC de l'Assemblée de la Province des îles Loyauté (où il siège depuis 1999 et dont il fut le 2e vice-président de l'Assemblée de 1999 à 2004) et membre du Congrès depuis 2009, conseiller municipal de Maré depuis 2008.
    - Jacques Lalié, président fondateur d'UC Renouveau depuis 2004, président de la commission de la Santé et de la Protection sociale du Congrès depuis 2007 (président de celle de la Législation et de la Réglementation économiques et fiscales de 2004 à 2007) et élu de la Province des îles Loyauté depuis 2004, conseiller municipal de Lifou depuis 2008, ancien conseiller territorial LKS de 1984 à 1985.
    - Anthony Lecren, attaché au cabinet du vice-président UC du gouvernement de la Nouvelle-Calédonie depuis 2009.
    - Jean-Luc Datim, directeur de cabinet du président UC de l'Assemblée de la Province des îles Loyauté Néko Hnepeune.
    - Julien Boanemoi, militant de l'UC, président du Sénat coutumier depuis 2009, sénateur coutumier de l'Aire Ajië-Aro depuis 2005.

  - UNI : 
    - Paul Néaoutyine, chef de la délégation, chef de l'UNI depuis 1995 et du Palika depuis 1989, président de l'Assemblée de la Province Nord (où il siège depuis 1989) depuis 1999, maire de Poindimié et membre du Congrès depuis 1989, ancien président unitaire du FLNKS de 1990 à 1995.
    - Victor Tutugoro, porte-parole de l'UPM, porte-parole et animateur du bureau politique du FLNKS depuis 2001, président du groupe UNI de l'Assemblée de la Province Nord (dont il fut le 2e vice-président de 2004 à 2009) depuis 2009.
    - André Némia, membre du bureau politique du Palika, conseiller pour les relations publiques (et pour le suivi de l'Accord de Nouméa) du président de l'Assemblée de la Province Nord Paul Néaoutyine.
    - René Porou, secrétaire général de l'UPM, ancien membre du Congrès et 2e vice-président du Conseil de la Région Nord de 1985 à 1988, conseiller municipal de Poum.

#### Signes identitaires
Si le consensus semble être fait concernant trois des cinq signes identitaires (l'hymne, la devise et la graphie des billets, le Comité donnant son accord pour que la loi du pays correspondante soit soumise au vote du Congrès avant le 31 août 2010, ce qui est fait le 18 août), la question du drapeau est plus controversée, avec le débat sur la proposition de Pierre Frogier. Les délégations du Rassemblement-UMP, de l'Avenir ensemble, du LMD et du FLNKS y sont pour, Calédonie ensemble s'y oppose et présente sa propre proposition de drapeau local inspirée de l'exemple sud-africain (Jacques Lafleur, et donc le RPC, s'était également prononcé contre, mais l'ancien député n'était pas présent à ce comité) tandis que l'UNI est plutôt circonspecte sur le sujet.
Le relevé de conclusions du VIIIe Comité va dans le sens du président du Rassemblement-UMP puisqu'il « recommande », « dans la perspective des prochains jeux du Pacifique et dans l’esprit de la poignée de main entre Jacques Lafleur et Jean-Marie Tjibaou », que « le drapeau tricolore et celui du FLNKS flottent côte à côte en Nouvelle-Calédonie ». Dans son discours de clôture prononcée devant les délégations du Comité reçues au palais de l'Élysée après la réunion, le président de la République donne à son tour son aval, tout en rappelant qu'« il ne s’agit certes que d’une étape dans un processus plus long qui devra aboutir au choix d’un drapeau unique », en déclarant que « si le Congrès de la Nouvelle-Calédonie en exprime le vœu, les deux drapeaux flotteront sur le Haut-commissariat de la République française à Nouméa. On n’est pas moins Français quand on reconnaît une autre identité, bien au contraire : c’est la force de notre République que de savoir faire vivre ensemble, en son sein, des identités plurielles ». 
Le vœu mentionné (mais pour l'ensemble des édifices publics et pas uniquement le Haut-commissariat) est voté par le Congrès le 13 juillet 2010 par 42 voix pour (13 du Rassemblement-UMP, 6 de l'Avenir ensemble et associé, 12 du FLNKS, 6 de l'UNI, 4 du Parti travailliste et Nidoïsh Naisseline du LKS avec des réserves), 11 contre (les 10 de Calédonie ensemble et une des deux du RPC, celle de Nathalie Brizard) et une abstention (du deuxième élu du RPC, Jean-Luc Régent). Ce vœu n'ayant pas de force juridique contraignante, chaque collectivité est laissée libre de l'appliquer ou non. Le 17 juillet, le Premier ministre François Fillon, en déplacement officiel dans l'archipel, hisse pour la première fois le drapeau Kanaky et le drapeau français ensemble sur le siège du Haut-commissariat de la République en présence des autorités locales dont le président du gouvernement local Philippe Gomès (qui s'était opposé à cette mesure), celui de la Province Sud et député Pierre Frogier, celui du Congrès Harold Martin et celui du Sénat coutumier, Julien Boanemoi. Une circulaire émanant du premier ministre est attendue pour savoir sur quels établissements les deux emblèmes doivent être présents conjointement ; celui-ci a néanmoins précisé qu'il s'agira de « donner des instructions concernant les édifices qui représentent l’État. S’agissant des collectivités locales, c’est à elles d’assumer leurs responsabilités. L’État n’imposera rien ». 
Les deux étendards sont ensuite levés sur les sièges du Gouvernement le 27 juillet (après vote des membres de l'exécutif, par 7 voix sur 10), de la Province Sud le 7 août (ils flottaient déjà sur les deux autres assemblées provinciales, contrôlées par les indépendantistes, depuis 1989) et du Congrès le 27 août. Au 26 mars 2011, quatre des trente-trois mairies néo-calédoniennes n'ont pas dressé ces deux drapeaux (Bourail, La Foa, Maré et Moindou).

#### Bilan et sortie de l'Accord de Nouméa
À quatre ans de la fin de la période transitoire de 15 ans prévue par l'Accord de Nouméa, et donc de l'ouverture de la « période référendaire » durant laquelle la ou les consultations d'autodétermination doivent avoir lieu (entre 2014 et 2018), le Comité décide de lancer des discussions pour établir un bilan et préparer l'évolution institutionnelle. Dans ce contexte, le Haut-Commissaire dresse devant le Comité un état des lieux sur l'avancement de plusieurs questions prévues par l'accord (rééquilibrage, formation avec les programmes « 400 Cadres » et « Cadres Avenir », protection de l'emploi local avec une loi du pays alors à l'étude et finalement votée le 27 juillet 2010 en 2e lecture et à l'unanimité). Il s'agit surtout ensuite de créer deux comités de pilotage, l'un pour « faire réaliser par des experts indépendants un bilan global de l’Accord de Nouméa » et l'autre se réunissant tous les trois mois sous la présidence du Haut-Commissaire de la République pour « approfondir les éléments de discussion dans la perspective de la consultation prévue après 2014 à l’aide de présentations théoriques et pratiques, en particulier d’exemples pris notamment dans les pays insulaires du Pacifique ». Ils sont officiellement installés par Yves Dassonville (la veille de son départ pour sa nouvelle affectation, à savoir la préfecture du Limousin), en présence des signataires et des responsables des différentes institutions, le 21 octobre 2010. 

#### Autres sujets abordés
Les autres sujets abordés par le VIIIe Comité sont :
- les transferts de compétences :
  - signature de la convention de mise à disposition globale et gratuite du personnel de l'enseignement par l'État d'ici à la fin de l'année 2010.
  - renouvellement de la promesse de financement des lycées du Mont-Dore et de Pouembout.
  - prise de connaissance et approbation de deux protocoles d’accompagnement pour les transferts dont l'échéance a été retardée (droit civil, commercial et règles de l'état civil ainsi que sécurité civile).
  - rappel de la mise à disposition de magistrats par l'État chargés notamment de prendre en compte la complexité et la nécessaire adaptation des normes juridiques en matière de droit civil et commercial.
  - prise de connaissance et approbation du projet de convention-cadre définissant le cadre, les domaines et les modalités de l’accompagnement du gouvernement de Nouvelle-Calédonie par l’État (signée le 20 septembre 2010[67]).
- la présentation des grands axes des futurs contrats de développement (2011-2015), avec des crédits budgétaires fournis par l'État prévus à un montant similaire que pour la précédente génération de contrats, soit 370 millions d'euros (44 milliards de francs pacifique environ) contre 396,078 millions de 2006 à 2011 (ces contrats sont signés le 18 mars 2011 avec la Province Sud, les communes du Sud rural et celles de l'agglomération du Grand Nouméa[68]).
- les projets miniers et métallurgiques :
  - satisfaction pour l'adoption le 18 mars 2009 du Schéma minier.
  - état des lieux d'avancement des deux usines.
  - élaboration d’un « schéma industriel » pour le secteur minier « dans le but d’assurer une cohérence dans la durée des projets miniers et métallurgiques et de l’action des opérateurs et des provinces », avec une mission d'accompagnement suivie par un comité stratégique industriel composé des signataires de l’Accord et des représentants des collectivités.

### Neuvième Comité (8 juillet 2011)
Le IXe Comité des Signataires se tient, pour la quatrième fois consécutive, à l'Hôtel Matignon à Paris et sous la présidence du Premier ministre François Fillon (UMP), le 8 juillet 2011. Il vient au terme d'une période politique de cinq mois mouvementée sur le plan local, marquée par la chute à répétition de quatre gouvernements entre février et avril due à des démissions collectives de certains de leurs membres et de l'ensemble de leurs suivants de liste. Il s'agit de celles tout d'abord du FLNKS, tendance UC, contre le gouvernement de Philippe Gomès le 17 février 2011 essentiellement pour protester contre le rejet par certaines communes contrôlées par le parti de ce dernier, Calédonie ensemble, de hisser le drapeau « Kanaky » aux côtés du tricolore. Les partisans de Philippe Gomès ont alors réagi en faisant chuter de la même manière les trois exécutifs suivants, les jours mêmes de leurs élections les 3 mars, 17 mars et 1er avril, ceci afin de le condamner à gérer les affaires courantes et pour pousser l'État à dissoudre le Congrès et les Assemblées de Provinces et ainsi provoquer de nouvelles élections provinciales. Ils sont rejoints par d'autres élus anti-indépendantistes (l'unique conseiller du RPC, une autre exclue de ce dernier parti associée à une dissidente de l'Avenir ensemble au sein de l'Union pour un destin calédonien) opposés au rapprochement opéré dans ce contexte entre le Rassemblement-UMP, l'Avenir ensemble-LMD, le groupe FLNKS dominé par l'UC et le Parti travailliste (portant Harold Martin, de l'Avenir ensemble, à la présidence des nouveaux gouvernements et Gilbert Tyuienon, de l'UC, à leurs vice-présidences puis aboutissant à l'élection à la présidence du Congrès le 1er avril 2011 d'un indépendantiste, Rock Wamytan, jusque-là chef du groupe FLNKS). Au sein du camp indépendantiste, le Palika et le LKS critiquent également cette entente ainsi que la chute du gouvernement Gomès et la position de l'UC à l'égard des deux drapeaux. 
Finalement, la démarche de Calédonie ensemble est désavouée juridiquement par le Conseil d'État qui la qualifie de « manœuvre électorale », tandis que les rencontres des dirigeants politiques locaux menées par la ministre chargée de l'Outre-mer Marie-Luce Penchard à Nouméa en avril puis par le Premier ministre François Fillon à Paris en mai aboutissent à la rédaction par le gouvernement national d'une réforme de l'article 121 de la loi organique de 1999 afin de limiter la possibilité de faire chuter l'exécutif local par une démission collective (possibilité de le faire uniquement une fois tous les 18 mois pour chaque liste constituant le gouvernement) afin d'empêcher que les démissions à répétition continuent (cette révision est adoptée en procédure accélérée par le Sénat le 15 juin puis par l'Assemblée nationale le 30 du même mois). Le gouvernement de Nouvelle-Calédonie élu le 10 juin 2011 ne souffre pas d'une nouvelle démission, même si Calédonie ensemble estime qu'il ne respecte pas l'esprit de la collégialité dans la répartition des secteurs de compétences entre ses membres. 
Quoi qu'il en soit, cette crise politique a entraîné des retards dans l'application des décisions des précédents comités des signataires : pour les transferts votés en 2010 ou la préparation de ceux devant être décidés avant la fin de l'année 2011, mais aussi pour les travaux des comités de pilotage sur l'avenir de la Nouvelle-Calédonie mis en place en octobre 2010 (sur le schéma industriel minier, le bilan de l'accord de Nouméa et sur l'évolution institutionnelle après 2010). Les deux premiers d'entre eux (celui sur l'avenir institutionnel étant toujours repoussé à une date ultérieure) ne se réunissent pour la première fois, sous la présidence du Haut-commissaire Albert Dupuy, que quelques jours avant ce IXe Comité des signataires, le 1er juillet 2011 à la Maison de la Nouvelle-Calédonie à Paris.
L'ouverture à l'ensemble de la classe politique entamée au Comité de 2006 s'accentue lors de celui de 2011 : en plus des signataires historiques de l'accord de Nouméa et des dirigeants institutionnels, sont désormais également directement conviés par le Premier ministre les chefs de file de toutes les formations représentées au Congrès (concession faite à Calédonie ensemble par François Fillon lors de ses entretiens pour mettre fin à la crise institutionnelle en mai 2011). Il en résulte une inflation conséquente du nombre de participants au Comité.

#### Participants
Les sept délégations étaient ainsi constituées :
- État : 
  - François Fillon (UMP), Premier ministre depuis 2007.
  - Claude Guéant (UMP), Ministre de l'Intérieur, de l'Outre-mer, des Collectivités territoriales et de l'Immigration depuis 2011.
  - Marie-Luce Penchard (UMP), Ministre chargée de l'Outre-mer depuis 2009.
  - Albert Dupuy, Haut-commissaire de la République, délégué du Gouvernement depuis 2010.
  - Olivier Biancarelli, conseiller du président de la République.
- Anti-indépendantistes : 4 délégations :
  - Rassemblement-UMP :
    - Pierre Frogier, chef de la délégation, président du Rassemblement-UMP depuis 2005, député de la 2e circonscription depuis 1996, président de l'Assemblée de la Province Sud (où il siège de 1989 à 2001, en 2004 et depuis 2007) depuis 2009, membre du Congrès (dont il fut le président de 1995 à 1997 et de 2007 à 2009) de 1985 à 1988, de 1989 à 2001, en 2004 et depuis 2007, ancien membre du gouvernement de la Nouvelle-Calédonie de 2001 à 2007 (en fut le président de 2001 à 2004), ancien maire du Mont-Dore de 1987 à 2001.
    - Bernard Deladrière, 9e adjoint au maire du Mont-Dore Éric Gay chargé du Budget, des Finances, du Patrimoine et du Contrat d'agglomération depuis 2008, collaborateur spécial de Pierre Frogier de 2001 à 2009 et depuis 2011, ancien membre du gouvernement de la Nouvelle-Calédonie (dont il fut le secrétaire général de 1999 à 2001) chargé du Budget, de la Fiscalité, de l'Économie numérique et des Questions relatives à la Communication audiovisuelle de 2009 à 2011.
    - Gaël Yanno, député de la 1re circonscription depuis 2007, 1er adjoint au maire de Nouméa Jean Lèques chargé des finances et du contrat d'agglomération depuis 2001 ainsi que de la coordination de l'action municipale depuis 2008, ancien membre du Congrès et élu de la Province Sud de 1989 à 1999.
    - Maurice Ponga, député européen de la section Pacifique de la circonscription Outre-Mer depuis 2009, ancien membre du gouvernement de la Nouvelle-Calédonie de 1999 à 2009, ancien suppléant du député de la 2e circonscription Pierre Frogier de 1997 à 2007, ancien élu au Congrès de 1996 à 1999 et à la Province Nord de 1996 à 1999 et en 2004.
    - Sonia Backes, membre du gouvernement de la Nouvelle-Calédonie depuis 2009, d'abord chargée de l'enseignement et des questions relatives à l'enseignement supérieur de 2009 à 2011 puis du Budget, des Finances, de la Fiscalité, de l'Économie numérique, de l'Énergie, des Questions liées à la Communication audiovisuelle, à l'Enseignement supérieur, à la Recherche et au Transfert de l'enseignement ainsi que porte-parole depuis 2011.
    - Hilarion Vendégou, maire depuis 1989 et grand-chef depuis 1979 de l'Île des Pins, élu au Congrès et à l'Assemblée de la Province Sud depuis 2009.
    - Gil Brial, élu à l'Assemblée de la Province Sud depuis 2009, coresponsable du mouvement des Jeunes du Rassemblement-UMP à partir de 2005.
    - Pierre Maresca (représentant le maire de Nouméa Jean Lèques), conseiller spécial du président de l'Assemblée de la Province Sud Pierre Frogier depuis 2009, ancien secrétaire général du Rassemblement-UMP de 2005 à 2006, ancien membre du Congrès (dont il fut le président de la commission permanente de 1988 à 1998 et de 2008 à 2009) de 1985 à 1999 et de 2004 à 2009, ancien élu de la Province Sud de 1989 à 1999 et de 2004 à 2009, ancien membre du gouvernement de la Nouvelle-Calédonie de 1999 à 2004, ancien 4e adjoint au maire de Nouméa Jean Lèques chargé de la Solidarité et du Contrat d'Agglomération de 2001 à 2008.
    - 2 élus d'autres partis intégrés à la délégation du Rassemblement-UMP : 
      - Didier Leroux, représentant du Mouvement démocrate (MoDem) en Nouvelle-Calédonie, ancien membre de l'Avenir ensemble de 2004 à 2009, parti qu'il a présidé de 2008 à 2009, ancien président fondateur d'Une Nouvelle-Calédonie pour tous (UNCT) de 1995 à 1999 puis de l'Alliance de 1999 à 2004, ex-RPCR avant 1995, élu au Congrès de 1985 à 1988 et depuis 1995 et à l'Assemblée de la Province Sud depuis 1995, ancien élu au Conseil de la Région Sud de 1985 à 1988, ancien membre du gouvernement de la Nouvelle-Calédonie chargé de l'Économie, de la Fiscalité, du Développement durable, des Mines, des Transports aériens et des Communications de 2004 à 2007, candidat aux élections législatives de 1997, de 2002 (qualifié pour le second tour) et de 2007 dans la 1re circonscription.
      - Jean-Luc Régent, secrétaire général du Rassemblement pour la Calédonie (RPC), élu au Congrès et à l'Assemblée de la Province Sud depuis 2010.

  - LMD : 
    - Simon Loueckhote, chef de la délégation, président fondateur du Mouvement de la diversité (LMD) depuis 2008, ancien président du RPC de 2006 à 2008, ex-RPCR avant 2006, sénateur depuis 1992, membre du Congrès (qu'il a présidé de 1989 à 1995 et de 1998 à 2004) de 1985 à 2009 et depuis 2011, élu de la Province des îles Loyauté de 1989 à 2009 puis de la Province Sud en 2009 et depuis 2011, ancien conseiller municipal d'Ouvéa de 1983 à 2008 et de Nouméa en 2008, ancien membre du gouvernement de la Nouvelle-Calédonie chargé de la Fonction publique, de la Qualité du Service public, des Simplifications administratives et du suivi du SADNC de 2009 à 2011.
    - Pascale Doniguian-Panchou, secrétaire générale du LMD, élue de la Province Sud depuis 2009 et du Congrès depuis 2011.
    - Christophe Delière, secrétaire général du LMD, chef du groupe « Nouméa, la diversité en mouvement » au conseil municipal de Nouméa depuis 2008.

  - Avenir ensemble : 
    - Harold Martin, chef de la délégation, ancien président fondateur de l'Avenir ensemble de 2004 à 2008, ex-RPCR avant 2001, président du gouvernement de la Nouvelle-Calédonie de 2007 à 2009 (chargé à l'époque des Mines et de la Fiscalité) et depuis 2011 (chargé du Transport aérien international, des Douanes, de l'Agriculture, de l'Élevage, de la Pêche, des Questions liées à la Coopération régionale et aux Relations extérieures, de la Coordination avec les Provinces, du Suivi des décisions du Comité des signataires et de la Coordination des Transferts de compétences), ancien président du Congrès (où il siège de 1985 à 2007 et de 2009 à 2011) de 1997 à 1998, de 2004 à 2007 et de 2009 à 2011, ancien élu de la Province Sud de 1989 à 2007 et de 2009 à 2011, maire de Païta depuis 1995, désigné tête de liste de l'Avenir ensemble pour les élections provinciales de 2009 dans le Sud, candidat aux élections législatives de 2007 dans la 2e circonscription.
    - Pascal Vittori, secrétaire général de l'Avenir ensemble depuis 2008, représentant du Nouveau Centre (NC) en Nouvelle-Calédonie depuis 2007, ex-Alliance avant 2004, président du groupe Avenir ensemble à l'Assemblée de la Province Sud et membre du Congrès (dont il fut le président de la commission de l'Organisation administrative et de la Fonction publique de 2004 à 2007) de 2004 à 2007 et depuis 2009, ancien membre du gouvernement de la Nouvelle-Calédonie chargé du Budget, des Finances, du Suivi de la Communication audiovisuelle et des Relations avec le Conseil économique et social et le Congrès de 2007 à 2009, chef de l'opposition municipale à Boulouparis depuis 2008.

  - Calédonie ensemble : 
    - Philippe Gomès, chef de la délégation, dirigeant fondateur de Calédonie ensemble depuis 2008, ex-RPCR avant 2004 et ex-Avenir ensemble de 2004 à 2008, membre du gouvernement de la Nouvelle-Calédonie (qu'il a présidé de 2009 à 2011) depuis 2009, chargé des Mines, de l'Énergie, du Transport aérien international et des Questions relatives aux Transferts de compétences et à la Recherche de 2009 à 2011 puis de la Procédure civile et des Transferts de la sécurité civile, du droit civil et commercial et des règles de l'état civil depuis 2011, ancien élu de la Province Sud (dont il fut le président de 2004 à 2009) de 1989 à 1999 et de 2001 à 2009, ancien membre du Congrès en 1988, de 1989 à 1999 et de 2001 à 2009, ancien membre du gouvernement de la Nouvelle-Calédonie chargé du Travail, de la Formation professionnelle et de la Fonction publique de 1999 à 2001, ancien maire de La Foa de 1989 à 2008, candidat aux élections législatives de 2007 dans la 1re circonscription.
    - Gérard Poadja, co-porte-parole de Calédonie ensemble, ex-RPCR puis Rassemblement-UMP avant 2009, chef du groupe « Une Province pour Tous » à l'Assemblée de la Province Nord depuis 2009, élu du Congrès et de l'Assemblée de la Province Nord de 1999 à 2004 et depuis 2009, ancien conseiller municipal d'opposition de Koné de 2001 à 2008.
- FLNKS : deux délégations distinctes :
  - du groupe FLNKS :
    - issus de l'UC : 
      - Charles Pidjot, chef de la délégation, président de l'UC depuis 2007, ancien membre du Congrès (dont il fut coprésident de la commission de la Législation et de la Réglementation relatives aux affaires coutumières de 2001 à 2004) et élu à la Province Sud de 1999 à 2004, candidat aux élections législatives de 2007 dans la 2e circonscription (qualifié pour le second tour).
      - Rock Wamytan, ancien président unitaire du FLNKS de 1995 à 2001, ancien président de l'UC de 1999 à 2001, président du Congrès (où il siège de 1989 à 1999, de 2001 à 2002 et depuis 2009) depuis 2011, élu de la Province Sud de 1989 à 1999, de 2001 à 2002 et depuis 2009, ancien membre du gouvernement de la Nouvelle-Calédonie de 1999 à 2001 et de 2002 à 2004, grand-chef de la tribu de Saint-Louis (rival de Robert Moyatéa) et du district du Pont-des-Français au Mont-Dore.
      - Néko Hnepeune, 1er vice-président de l'UC depuis 2001, président de l'Assemblée de la Province des îles Loyauté (élu depuis 1999) et membre du Congrès depuis 2004, maire de Lifou depuis 2001.
      - Gilbert Tyuienon, 2e vice-président de l'UC depuis 2009, vice-président du gouvernement de la Nouvelle-Calédonie depuis 2011, également chargé des Infrastructures publiques, des Transports aérien domestique, terrestre et maritime, des Mines, du Suivi du Schéma d'aménagement NC 2025, de la Sécurité routière, de la Coordination avec les Provinces, du Suivi des décisions du Comité des signataires, de la Coordination des Transferts de Compétences et des Questions liées à la Coopération régionale et aux Relations extérieures, maire de Canala depuis 2001, ancien élu au Congrès et à l'Assemblée de la Province Nord (dont il fut le 1er vice-président) de 2009 à 2011.
      - Anthony Lecren, trésorier de l'UC, porte-parole suppléant du gouvernement de la Nouvelle-Calédonie depuis 2011, également chargé de l'Économie, du Commerce extérieur, du Développement durable, des Questions liées au Logement et à l'Aménagement foncier, au Transfert de l'ADRAF, à la Recherche et à la Francophonie et des Relations avec le CES, ancien attaché au cabinet de Pierre Ngaiohni (membre puis vice-président du gouvernement) de 2007 à 2011, ancien collaborateur du groupe UC au Congrès de 2006 à 2007.
      - Rezza Wamytan, militant de l'UC, chargé de mission auprès du gouvernement depuis 2009.

    - issus du Parti travailliste : 
      - Marie-Pierre Goyetche, présidente de l'Union syndicale des travailleurs kanaks et des exploités (USTKE), tête de liste du Parti travailliste aux élections provinciales de 2009 dans le Sud, conseillère municipale d'opposition de Poya depuis 2008.
      - Louis Kotra Uregei, président fondateur du Parti travailliste depuis 2008, président fondateur de l'USTKE de 1981 à 2000, élu du Congrès (dont il est secrétaire de 2010 à 2011 puis le 6e vice-président à partir de 2011) et de l'Assemblée de la Province des îles Loyauté depuis 2009, candidat aux élections législatives de 2007 dans la 1re circonscription.
      - Georges Mandaoué, vice-président fondateur du Parti travailliste depuis 2008, militant de l'USTKE, membre du gouvernement de la Nouvelle-Calédonie chargé du Travail et de l'Emploi, de l'Insertion professionnelle, de l'Identité kanak et des Affaires coutumières, du Dialogue social et des Relations avec le Sénat coutumier et les Conseils coutumiers depuis 2011, conseiller municipal d'opposition de Houaïlou depuis 2008, ancien sénateur coutumier de l'aire Ajië-Aro de 1999 à 2009, ancien président du Sénat coutumier de 2001 à 2002, ancien élu à l'Assemblée de la Province Nord (où il a présidé la commission des Femmes) de 2009 à 2011.

    - issu du Palika Sud : 
      - Sylvain Pabouty, militant du Palika, élu du Congrès (dont il est le questeur) et de l'Assemblée de la Province Sud depuis 2009, ancien directeur de cabinet de la vice-présidente du gouvernement de la Nouvelle-Calédonie Déwé Gorodey de 2001 à 2008, tête de liste « Entente » aux élections municipales de 2008 à Nouméa.

    - issu du RDO :
      - Yvon Faua, secrétaire général du RDO depuis 2003, ancien membre du gouvernement de la Nouvelle-Calédonie chargé de la Fonction publique, de la Qualité du service public et de la Simplification administrative, de l'Enseignement, du Transfert de l'enseignement et de l'Enseignement supérieur en mars 2011.

    - issu de l'UPM : 
      - Guy Pascal, président de l'UPM depuis 2010.

    - issu d'UC Renouveau : 
      - Jacques Lalié, président fondateur d'UC Renouveau depuis 2004, élu du Congrès (dont il est le 4e vice-président depuis 2009 et où il préside la commission de la Législation et de la Réglementation économiques et fiscales de 2004 à 2007 puis celle de la Santé et de la Protection sociale à partir de 2007) et de l'Assemblée de la Province des îles Loyauté depuis 2004, conseiller municipal de Lifou depuis 2008, ancien conseiller territorial LKS de 1984 à 1985.

  - UNI et LKS : 
    - Paul Néaoutyine, chef de la délégation, chef de l'UNI depuis 1995 et du Palika depuis 1989, président de l'Assemblée de la Province Nord (où il siège depuis 1989) depuis 1999, maire de Poindimié et membre du Congrès depuis 1989, ancien président unitaire du FLNKS de 1990 à 1995, candidat aux élections législatives de 2002 dans la 2e circonscription (qualifié pour le second tour).
    - Victor Tutugoro, porte-parole de l'UPM, ancien porte-parole et animateur du bureau politique du FLNKS de 2001 à 2010, président du groupe UNI de l'Assemblée de la Province Nord (dont il fut le 2e vice-président de 2004 à 2009) depuis 2009.
    - Jean-Pierre Djaïwé, militant du Palika, 2e vice-président de l'Assemblée de la Province Nord (dont il fut le 1er vice-président de 1999 à 2009) depuis 2009, président du groupe UNI au Congrès depuis 2004, président au Congrès (dont il fut membre du bureau en tant que vice-président de 2004 à 2009) de la commission de l'Organisation administrative et de la Fonction publique de 2010 à 2011 et de la commission spéciale chargée d’examiner le projet de loi du pays relative à trois signes identitaires de la Nouvelle-Calédonie (l'hymne, la devise et la graphie des billets) depuis 2009, 1er adjoint au maire de Hienghène depuis 2001.
    - Nidoïsh Naisseline, dirigeant fondateur du mouvement Libération kanak socialiste (LKS) depuis 1981, ancien membre fondateur du Palika de 1976 à 1981, 2e vice-président de l'Assemblée de la Province des îles Loyauté (qu'il a présidée de 1995 à 1999 et où il siège depuis 1989) depuis 2004, président de la commission de l'organisation des Transports et des Communications du Congrès (où il siège de 1985 à 1988 et depuis 1989), président de « Destination Îles Loyauté » et du conseil d'administration d'Air Calédonie depuis 2004, grand-chef du district de Guahma à Maré de 1973 à 2007, ancien conseiller territorial de 1977 à 1985 et ancien conseiller de la Région Îles Loyauté de 1985 à 1988, candidat aux élections législatives de 1981 dans l'ancienne première circonscription (dite circonscription Est).
    - André Némia, membre du bureau politique du Palika, conseiller pour les relations publiques (et pour le suivi de l'Accord de Nouméa) du président de l'Assemblée de la Province Nord Paul Néaoutyine.
- Sénat coutumier : 
  - Pascal Sihazé, président du Sénat coutumier depuis 2010, sénateur coutumier pour l'aire Drehu et grand-chef du district de Wet depuis 2008.

### Dixième Comité (6 décembre 2012)
Le Xe Comité des Signataires se tient, selon un rituel désormais établi, à l'Hôtel Matignon à Paris et sous la présidence du nouveau Premier ministre Jean-Marc Ayrault (PS), le 6 décembre 2012. Il vient après le passage à gauche du gouvernement central à la suite de l'élection à la présidence de la République du candidat socialiste François Hollande le 6 mai 2012 et la victoire du PS et de ses alliés aux élections législatives des 10 et 17 juin 2012. Ces échéances électorales, surtout les dernières, ont également changé la donne politique locale en Nouvelle-Calédonie, avec la victoire, dans les deux circonscriptions, des candidats de Calédonie ensemble Sonia Lagarde et Philippe Gomès, qui ont fait de ce scrutin un « référendum » contre ce qu'ils appellent la « coalition RUMP-AE-UC-PT » depuis 2011 et ont appelé durant la campagne à l'inscription du sujet du drapeau commun à l'ordre du jour du prochain Comité des signataires. Cela a provoqué une recomposition, avec l'élection de Gérard Poadja (au 3e tour de scrutin, n'obtenant pas les voix du Rassemblement-UMP, de l'Avenir ensemble et des petites formations anti-indépendantistes LMD ou UDC lors des deux premiers tours) à la présidence du Congrès contre le sortant indépendantiste Rock Wamytan, le rapprochement des différentes composantes du FLNKS (notamment autour des candidatures communes aux législatives, le durcissement et l'apparition de divisions internes au sein du Rassemblement-UMP (qui remet en avant notamment ses réclamations à l'égard du corps électoral ou des derniers transferts de compétences, pose, par exemple, un « préalable fiscal », demandant la réforme de la clé de répartition interprovinciale des recettes fiscales qui défavorise, au nom du rééquilibrage, la Province Sud, de plus en plus peuplée, avant toute mise en place de la Taxe générale sur les activités, ou TGA, voulue par l'UC et dont la création a été actée en 2011, et enfin le parti critique les stratégies industrielles de la SMSP et donc de la Province Nord et s'oppose à toute augmentation de la participation publique dans le capital de la SLN, voulue autant par les indépendantistes que par Calédonie ensemble) et de l'UC (qui boycotte, par exemple, la réunion du comité de suivi sur l'avenir institutionnel en octobre 2012, et met l'accent, avec l'ensemble des indépendantistes, sur l'affirmation du caractère inéluctable et obligatoire des transferts de compétences prévus par l'article 27 de la loi organique de 1999, pour leur part interprétés comme « facultatifs » par de nombreux non-indépendantistes,).
Quoi qu'il en soit, le nouveau ministre des Outre-mer Victorin Lurel (PS) affirme très tôt sa volonté d'organiser rapidement un Comité des signataires. Dans une réponse écrite à une question du sénateur Rassemblement-UMP Hilarion Vendégou, il déclare en juillet 2012 : « J'ai proposé au Premier ministre de programmer le prochain Comité des signataires à la fin de l'année ». Le 10 octobre 2012, il précise sa position quant à la date, « vers le 10 décembre », et le contenu de ce Comité. Il note que les principaux sujets de « crispation » sont « les emblèmes », a relevé le ministre, soulignant qu'il faudra trouver un drapeau commun et un nom commun, mais que « cela ne se fera pas avant les élections de 2014 ». C’est « ce nouveau Congrès qui décidera de la date de tenue du référendum », a-t-il rappelé, tout en affirmant que la Nouvelle-Calédonie restait « tout à fait stratégique » pour la France dans le Pacifique. Le ministre rappelle également la position de l'État : « Nous sommes très ouverts et neutres, à équidistance des blocs, avec la recherche d'une sortie par le haut. ». Le Comité étant finalement fixé au 6 décembre 2012, Victorin Lurel se déplace pour la première fois en Nouvelle-Calédonie pour le préparer du 23 au 26 novembre 2012. Les principaux points à l'ordre du jour sont alors pleinement définis : les transferts de l'article 27 (qui sont prévus et à réaliser selon le ministre, tout en affirmant que quoi qu'il arrive le choix en revient au Congrès) et ceux déjà réalisés (et notamment les mesures prévues pour les accompagner, comme le financement de deux lycées par l'État qui risquent de prendre du retard ou l'application de certaines mesures métropolitaines en vue du transfert du droit civil, commercial et des règles de l'état civil), un bilan d'étape traditionnel désormais des travaux des trois comités de suivi et de pilotage (avec un intérêt particulier pour celui de l'avenir institutionnel après le boycott de l'UC et pour celui de la stratégie industrielle), les contours de la citoyenneté (cheval de bataille des indépendantistes et notamment de l'UC), les signes identitaires (revendication phare de Calédonie ensemble) et divers dossiers visant notamment à appliquer en Nouvelle-Calédonie des mesures prises au niveau national pour lutter contre la vie chère (comme la création éventuelle d'une autorité locale de la concurrence, demande régulière de Calédonie ensemble depuis 2009 et reprise également en 2012 par Rassemblement-UMP). 
La veille de la réunion du Comité, le 5 décembre 2012, les délégations néo-calédoniennes sont reçues par le président de la République François Hollande au palais de l'Élysée. 

#### Participants
Les sept délégations étaient ainsi constituées :
- État : 
  - Jean-Marc Ayrault (PS), Premier ministre depuis 2012.
  - Victorin Lurel (PS), Ministre des Outre-mer depuis 2012.
  - Albert Dupuy, Haut-commissaire de la République, délégué du Gouvernement depuis 2010.
  - Marc Vizy, conseiller Outre-mer auprès du président de la République.
  - Vincent Bouvier, délégué général aux Outre-mer.
- Anti-indépendantistes : 4 délégations :
  - Rassemblement-UMP :
    - Pierre Frogier, chef de la délégation, président du Rassemblement-UMP depuis 2005, sénateur de la Nouvelle-Calédonie depuis 2011, député de la 2e circonscription de 1996 à 2011, président de l'Assemblée de la Province Sud (où il siège de 1989 à 2001, en 2004 et depuis 2007) de 2009 à 2012, membre du Congrès (dont il fut le président de 1995 à 1997 et de 2007 à 2009) de 1985 à 1988, de 1989 à 2001, en 2004 et depuis 2007, ancien membre du gouvernement de la Nouvelle-Calédonie de 2001 à 2007 (en fut le président de 2001 à 2004), ancien maire du Mont-Dore de 1987 à 2001.
    - Bernard Deladrière, 9e adjoint au maire du Mont-Dore Éric Gay chargé du Budget, des Finances, du Patrimoine et du Contrat d'agglomération depuis 2008, collaborateur spécial de Pierre Frogier de 2001 à 2009 et depuis 2011, ancien membre du gouvernement de la Nouvelle-Calédonie (dont il fut le secrétaire général de 1999 à 2001) chargé du Budget, de la Fiscalité, de l'Économie numérique et des Questions relatives à la Communication audiovisuelle de 2009 à 2011.
    - Hilarion Vendégou, sénateur de la Nouvelle-Calédonie depuis 2011, maire de l'Île des Pins depuis 1989, grand-chef de l'Île des Pins depuis 1979, ancien membre du Congrès et de l'Assemblée de la Province Sud de 2009 à 2011.
    - Maurice Ponga, député européen de la section Pacifique de la circonscription Outre-Mer depuis 2009, ancien membre du gouvernement de la Nouvelle-Calédonie de 1999 à 2009, ancien suppléant du député de la 2e circonscription Pierre Frogier de 1997 à 2007, ancien élu au Congrès de 1996 à 1999 et à la Province Nord de 1996 à 1999 et en 2004.
    - Cynthia Ligeard, secrétaire générale adjointe du Rassemblement-UMP (dont elle fut aussi la porte-parole de 2005 à 2012) depuis 2005, présidente de l'Assemblée de la Province Sud (où elle siège depuis 2004) depuis 2012, membre du Congrès de 2004 à 2009 et depuis 2011, ancienne chef de cabinet du maire de Nouméa Jean Lèques de 2002 à 2004.
    - Pierre Bretegnier, président du groupe du Rassemblement-UMP au Congrès depuis 2012, président de la commission permanente du Congrès (dont il est l'un des vice-présidents depuis 2011, le président de la commission de la Législation et Réglementation économiques et fiscales depuis 2009 et où il siège depuis 1989) de 2009 à 2011 et depuis 2012, élu à l'Assemblée de la Province Sud (dont il est le 2e vice-président de 1989 à 1996 et de 1999 à 2001 ainsi que le 1er vice-président de 1996 à 1999 et de 2001 à 2004) depuis 1989, président du conseil d'administration de PromoSud depuis 2009.
    - Rusmaeni Sanmohamat, vice-présidente du Congrès et élue de l'Assemblée de la Province Sud depuis 2009, présidente suppléante du conseil d'administration de la Mission d'insertion des jeunes (MIJ).

  - LMD : 
    - Simon Loueckhote, chef de la délégation, président fondateur du Mouvement de la diversité (LMD) depuis 2008, ancien président du RPC de 2006 à 2008, ex-RPCR avant 2006, ancien sénateur de 1992 à 2011, membre du Congrès (qu'il a présidé de 1989 à 1995 et de 1998 à 2004) de 1985 à 2009 et depuis 2011, élu de la Province des îles Loyauté de 1989 à 2009 puis de la Province Sud en 2009 et depuis 2011, ancien conseiller municipal d'Ouvéa de 1983 à 2008 et de Nouméa en 2008, ancien membre du gouvernement de la Nouvelle-Calédonie chargé de la Fonction publique, de la Qualité du Service public, des Simplifications administratives et du suivi du SADNC de 2009 à 2011.
    - Pascale Doniguian-Panchou, secrétaire générale du LMD, élue de la Province Sud depuis 2009 et du Congrès depuis 2011.

  - Avenir ensemble : 
    - Harold Martin, chef de la délégation, président fondateur de l'Avenir ensemble de 2004 à 2008 et depuis 2009, ex-RPCR avant 2001, président du gouvernement de la Nouvelle-Calédonie de 2007 à 2009 (chargé à l'époque des Mines et de la Fiscalité) et depuis 2011 (chargé du Transport aérien international, des Douanes, de l'Agriculture, de l'Élevage, de la Pêche, des Questions liées à la Coopération régionale et aux Relations extérieures, de la Coordination avec les Provinces, du Suivi des décisions du Comité des signataires et de la Coordination des Transferts de compétences), ancien président du Congrès (où il siège de 1985 à 2007 et de 2009 à 2011) de 1997 à 1998, de 2004 à 2007 et de 2009 à 2011, ancien élu de la Province Sud de 1989 à 2007 et de 2009 à 2011, maire de Païta depuis 1995, désigné tête de liste de l'Avenir ensemble pour les élections provinciales de 2009 dans le Sud, candidat aux élections législatives de 2007 dans la 2e circonscription.
    - Sylvie Robineau, ex-Alliance avant 2004, membre du gouvernement de la Nouvelle-Calédonie chargée de la Santé, des Affaires sociales, de la Solidarité et du Handicap de 2007 à 2009 puis de la Santé, de la Protection sociale, de la Solidarité, du Handicap, de la Formation professionnelle, de l'Organisation des concours d’accès aux emplois publics de la Nouvelle-Calédonie et de la Formation initiale et continue des agents publics depuis 2011, ancienne élue au Congrès et à l'Assemblée de la Province Sud de 2004 à 2007 et de 2009 à 2011, ancienne conseillère municipale d'opposition à Nouméa de 2001 à 2004.

  - Calédonie ensemble : 
    - Philippe Gomès, chef de la délégation, dirigeant fondateur de Calédonie ensemble depuis 2008, ex-RPCR avant 2004 et ex-Avenir ensemble de 2004 à 2008, député Union des démocrates et indépendants (UDI) de la 2e circonscription depuis 2012, membre du gouvernement de la Nouvelle-Calédonie (qu'il a présidé de 2009 à 2011) de 1999 à 2001 et depuis 2009, chargé du Travail, de la Formation professionnelle et de la Fonction publique de 1999 à 2001, des Mines, de l'Énergie, du Transport aérien international et des Questions relatives aux Transferts de compétences et à la Recherche de 2009 à 2011 puis des Transferts de la sécurité civile, du droit civil et commercial et des règles de l'état civil et de la circulation aérienne et maritime, de la Préparation des transferts prévus dans l'article 27, de la Circulation et de la Sécurité routière et du Suivi des décisions du Comité des signataires depuis 2011, ancien élu de la Province Sud (dont il fut le président de 2004 à 2009) de 1989 à 1999 et de 2001 à 2009, ancien membre du Congrès en 1988, de 1989 à 1999 et de 2001 à 2009, ancien maire de La Foa de 1989 à 2008, candidat aux élections législatives de 2007 dans la 1re circonscription.
    - Sonia Lagarde, secrétaire générale adjointe de Calédonie ensemble, ex-RPCR avant 1995, ex-UNCT de 1995 à 1999, ex-Alliance de 1999 à 2004 puis ex-Avenir ensemble de 2004 à 2008, député UDI de la 1re circonscription depuis 2012, chef de l'opposition municipale à Nouméa depuis 2001, ancienne membre du Congrès et de l'Assemblée de la Province Sud (dont elle fut la 1re vice-présidente de 2004 à 2009 puis la 3e vice-présidente de 2009 à 2011) de 1995 à 2012.
    - Gérard Poadja, co-porte-parole de Calédonie ensemble, ex-RPCR puis Rassemblement-UMP avant 2009, président du Congrès (où il siège de 1999 à 2004 et depuis 2009) depuis 2012, chef du groupe « Une Province pour Tous » à l'Assemblée de la Province Nord (où il siège de 1999 à 2004 et depuis 2009) depuis 2009, ancien conseiller municipal d'opposition de Koné de 2001 à 2008.
    - Philippe Michel, secrétaire général de Calédonie ensemble, ex-RPCR avant 2004, ex-Avenir ensemble de 2004 à 2008, président du groupe Calédonie ensemble et de la commission spéciale chargée de la refonte du règlement intérieur du Congrès (où il siège depuis 1999) depuis 2009, élu de l'Assemblée de la Province Sud (dont il est le 2e vice-président de 2004 à 2011) depuis 1999.
    - Sutita Sio-Lagadec, élue au Congrès et à l'Assemblée de la Province Sud depuis 2009.
- FLNKS : deux délégations distinctes :
  - du groupe FLNKS :
    - issus de l'UC : 
      - Rock Wamytan, chef de la délégation, ancien président unitaire du FLNKS de 1995 à 2001, ancien président de l'UC de 1999 à 2001, président du Congrès (où il siège de 1989 à 1999, de 2001 à 2002 et depuis 2009) de 2011 à 2012, élu de la Province Sud de 1989 à 1999, de 2001 à 2002 et depuis 2009, ancien membre du gouvernement de la Nouvelle-Calédonie de 1999 à 2001 et de 2002 à 2004, grand-chef de la tribu de Saint-Louis (rival de Robert Moyatéa) et du district du Pont-des-Français au Mont-Dore.
      - Néko Hnepeune, 1er vice-président de l'UC depuis 2001, président de l'Assemblée de la Province des îles Loyauté (élu depuis 1999) et membre du Congrès depuis 2004, maire de Lifou depuis 2001.
      - Caroline Machoro, présidente du groupe FLNKS au Congrès depuis 2011, présidente de la commission de la Législation et de la Règlementation générales et vice-présidente du Congrès depuis 2009, élue au Congrès et à l'Assemblée de la Province Nord depuis 2004, conseillère municipale de Canala depuis 2001, signataire de l'accord de Matignon en 1988.
      - Gérard Reignier, secrétaire général de l'UC depuis 2007, porte-parole du bureau collégial du FLNKS en 2010-2011, ancien conseiller municipal d'opposition au Mont-Dore de 1995 à 2011.
      - Gilbert Tyuienon, 2e vice-président de l'UC depuis 2009, vice-président du gouvernement de la Nouvelle-Calédonie depuis 2011, également chargé des Infrastructures publiques, des Transports aérien domestique, terrestre et maritime, des Mines, du Suivi du Schéma d'aménagement NC 2025, de la Coordination avec les Provinces, du Suivi des décisions du Comité des signataires, de la Coordination des Transferts de Compétences et des Questions liées à la Coopération régionale et aux Relations extérieures, maire de Canala depuis 2001, ancien élu au Congrès et à l'Assemblée de la Province Nord (dont il fut le 1er vice-président) de 2009 à 2011.

    - issu du RDO :
      - Aloïsio Sako, président fondateur du RDO depuis 1994, ancien vice-président du Congrès et élu de la Province Sud de 1999 à 2004, faipule-pelêsitâ (grand-chef représentant) du district wallisien de Hihifo en Nouvelle-Calédonie depuis 2004.

    - issu de la Dynamik unitaire Sud (DUS) : 
      - Sylvain Pabouty, fondateur de la Dynamik unitaire Sud (DUS) depuis 2011, ex-militant du Palika avant 2011, élu du Congrès (dont il est le vice-président de la commission permanente) et de l'Assemblée de la Province Sud depuis 2009, ancien directeur de cabinet de la vice-présidente du gouvernement de la Nouvelle-Calédonie Déwé Gorodey de 2001 à 2008, tête de liste « Entente » aux élections municipales de 2008 à Nouméa.

  - UNI : 
    - Paul Néaoutyine, chef de la délégation, chef de l'UNI depuis 1995 et du Palika depuis 1989, président de l'Assemblée de la Province Nord (où il siège depuis 1989) depuis 1999, maire de Poindimié et membre du Congrès depuis 1989, ancien président unitaire du FLNKS de 1990 à 1995, candidat aux élections législatives de 2002 dans la 2e circonscription (qualifié pour le second tour).
    - Victor Tutugoro, président de l'UPM depuis 2011, ancien porte-parole et animateur du bureau politique du FLNKS de 2001 à 2010, président du groupe UNI à l'Assemblée de la Province Nord depuis 2009, 2e vice-président de l'Assemblée de la Province Nord (où il est élu depuis 2004) de 2004 à 2009 et depuis 2011, ancien membre du Congrès de 2004 à 2009.
    - Jean-Pierre Djaïwé, militant du Palika, 1er vice-président de l'Assemblée de la Province Nord (dont il fut le 2e vice-président de 2009 à 2011) de 2004 à 2009 et depuis 2011, président du groupe UNI au Congrès depuis 2004, président au Congrès (dont il est membre du bureau en tant que vice-président de 2004 à 2009 et depuis 2012) de la commission de l'Organisation administrative et de la Fonction publique de 2010 à 2011 et de la commission spéciale chargée d’examiner le projet de loi du pays relative à trois signes identitaires de la Nouvelle-Calédonie (l'hymne, la devise et la graphie des billets) de 2009 à 2010, maire de Hienghène (dont il a été le 1er adjoint de 2001 à 2012) depuis 2012, candidat unitaire du FLNKS aux élections législatives de 2012 dans la 2e circonscription (arrivé en tête au premier tour, battu au second tour).
    - André Némia, membre du bureau politique du Palika, conseiller pour les relations publiques (et pour le suivi de l'Accord de Nouméa) du président de l'Assemblée de la Province Nord Paul Néaoutyine.
    - Jean Creugnet, 1er secrétaire général adjoint de l'UPM depuis 2011.
- Sénat coutumier : 
  - Luc Wema, président du Sénat coutumier depuis 2012, sénateur coutumier pour l'aire Ajië-Aro depuis 2010, membre du Rassemblement-UMP de Houaïlou.